# Слоновые окончания
Слоновые окончания в шахматах — окончания, в которых на доске присутствуют только короли, слоны и пешки.

## Характер окончания
Шахматная теория рассматривает три основных типа слоновых окончаний:
1. слон имеется только у одной из сторон — слон против пешек;
2. слон имеется у обеих сторон, при этом слоны одноцветные;
3. слон имеется у обеих сторон, при этом слоны разноцветные.

В окончаниях первого типа 3 пешки обычно являются достаточным эквивалентом слону (если пешки ещё недалеко продвинуты). Конечно, чем дальше продвинуты пешки, тем больше возрастает их роль и тем труднее слону с ними бороться. На пороге превращения даже одна пешка может уравновесить слона, если единственный выход — пожертвовать слона за пешку, чтобы она не превратилась в ферзя.
В окончаниях второго типа, в общем случае, лишней пешки обычно бывает достаточно для выигрыша. Основной метод реализации преимущества — образование проходной пешки и проведение её в ферзи. Часто эта пешка используется для отвлечения короля соперника и последующих материальных завоеваний. Основные позиционные факторы при оценке слоновых одноцветных окончаний и приёмы игры в них довольно схожи с аналогичными в пешечных окончаниях — активизация и централизация фигур, роль проходных пешек, особенно отдалённых, поиск слабостей в расположении противника. Типичным приёмом в этом типе окончаний является т. н. перекрытие — когда слон противника издали контролирует поле превращения нашей пешки, то мы ставим своего слона на ту же диагональ, предлагая размен слонов, чтобы вытеснить вражеского слона с этой диагонали.
В окончаниях третьего типа одной, двух, а в отдельных случаях даже трёх лишних пешек может не хватить для выигрыша. Связано это с тем, что разнопольные слоны не контактируют друг с другом, и если слабейшей стороне удастся удачно заблокировать пешки противника слоном и королём, то сильнейшая сторона ничего не сможет с этим поделать. Таким образом, ничейный потенциал окончаний с разноцветными слонами весьма велик, хотя и не следует думать, что они всегда ничейны. Шансы на выигрыш в окончании с разнопольными слонами появляются — но не обязательно — при соблюдении ряда условий:
- король слабейшей стороны не в силах помочь слону;
- король или пешки слабейшей стороны стоят неудачно, мешая слону маневрировать;
- на доске две или более отдалённые друг от друга проходные сильнейшей стороны (т. н. «штаны»), либо сильнейшая сторона может образовать такую проходную с помощью пешечного прорыва;
- сильнейшая сторона может создать положение цугцванга.

Для окончаний второго (особенно) и, отчасти, третьего типов справедливо т. н. «правило Филидора», сформулированное французским шахматистом Филидором: «Если мой слон владеет белыми полями, то я должен ставить свои пешки на чёрные поля; в этом случае слон сможет прогнать неприятельские фигуры, которые попытаются утвердиться между пешками». Ставить свои пешки на поля, по которым ходит свой слон — нежелательно (хотя существуют и исключения из этого правила). С этим связано также понятие «плохой слон», упирающийся в собственные пешки и поэтому вынужденный оставаться пассивным.

## Примеры

### Одноцветные слоны
|   | a | b | c | d | e | f | g | h |   |
| - | --- | --- | --- | --- | --- | --- | --- | --- | - |
| 8 | g8 чёрный король · a7 чёрная пешка · b7 чёрная пешка · c7 чёрная пешка · f7 чёрная пешка · g7 чёрная пешка · h7 чёрная пешка · f6 чёрный слон · c4 белая пешка · e4 белая пешка · a3 белая пешка · d2 белый слон · f2 белая пешка · h2 белая пешка · g1 белый король | g8 чёрный король · a7 чёрная пешка · b7 чёрная пешка · c7 чёрная пешка · f7 чёрная пешка · g7 чёрная пешка · h7 чёрная пешка · f6 чёрный слон · c4 белая пешка · e4 белая пешка · a3 белая пешка · d2 белый слон · f2 белая пешка · h2 белая пешка · g1 белый король | g8 чёрный король · a7 чёрная пешка · b7 чёрная пешка · c7 чёрная пешка · f7 чёрная пешка · g7 чёрная пешка · h7 чёрная пешка · f6 чёрный слон · c4 белая пешка · e4 белая пешка · a3 белая пешка · d2 белый слон · f2 белая пешка · h2 белая пешка · g1 белый король | g8 чёрный король · a7 чёрная пешка · b7 чёрная пешка · c7 чёрная пешка · f7 чёрная пешка · g7 чёрная пешка · h7 чёрная пешка · f6 чёрный слон · c4 белая пешка · e4 белая пешка · a3 белая пешка · d2 белый слон · f2 белая пешка · h2 белая пешка · g1 белый король | g8 чёрный король · a7 чёрная пешка · b7 чёрная пешка · c7 чёрная пешка · f7 чёрная пешка · g7 чёрная пешка · h7 чёрная пешка · f6 чёрный слон · c4 белая пешка · e4 белая пешка · a3 белая пешка · d2 белый слон · f2 белая пешка · h2 белая пешка · g1 белый король | g8 чёрный король · a7 чёрная пешка · b7 чёрная пешка · c7 чёрная пешка · f7 чёрная пешка · g7 чёрная пешка · h7 чёрная пешка · f6 чёрный слон · c4 белая пешка · e4 белая пешка · a3 белая пешка · d2 белый слон · f2 белая пешка · h2 белая пешка · g1 белый король | g8 чёрный король · a7 чёрная пешка · b7 чёрная пешка · c7 чёрная пешка · f7 чёрная пешка · g7 чёрная пешка · h7 чёрная пешка · f6 чёрный слон · c4 белая пешка · e4 белая пешка · a3 белая пешка · d2 белый слон · f2 белая пешка · h2 белая пешка · g1 белый король | g8 чёрный король · a7 чёрная пешка · b7 чёрная пешка · c7 чёрная пешка · f7 чёрная пешка · g7 чёрная пешка · h7 чёрная пешка · f6 чёрный слон · c4 белая пешка · e4 белая пешка · a3 белая пешка · d2 белый слон · f2 белая пешка · h2 белая пешка · g1 белый король | 8 |
| 7 | g8 чёрный король · a7 чёрная пешка · b7 чёрная пешка · c7 чёрная пешка · f7 чёрная пешка · g7 чёрная пешка · h7 чёрная пешка · f6 чёрный слон · c4 белая пешка · e4 белая пешка · a3 белая пешка · d2 белый слон · f2 белая пешка · h2 белая пешка · g1 белый король | g8 чёрный король · a7 чёрная пешка · b7 чёрная пешка · c7 чёрная пешка · f7 чёрная пешка · g7 чёрная пешка · h7 чёрная пешка · f6 чёрный слон · c4 белая пешка · e4 белая пешка · a3 белая пешка · d2 белый слон · f2 белая пешка · h2 белая пешка · g1 белый король | g8 чёрный король · a7 чёрная пешка · b7 чёрная пешка · c7 чёрная пешка · f7 чёрная пешка · g7 чёрная пешка · h7 чёрная пешка · f6 чёрный слон · c4 белая пешка · e4 белая пешка · a3 белая пешка · d2 белый слон · f2 белая пешка · h2 белая пешка · g1 белый король | g8 чёрный король · a7 чёрная пешка · b7 чёрная пешка · c7 чёрная пешка · f7 чёрная пешка · g7 чёрная пешка · h7 чёрная пешка · f6 чёрный слон · c4 белая пешка · e4 белая пешка · a3 белая пешка · d2 белый слон · f2 белая пешка · h2 белая пешка · g1 белый король | g8 чёрный король · a7 чёрная пешка · b7 чёрная пешка · c7 чёрная пешка · f7 чёрная пешка · g7 чёрная пешка · h7 чёрная пешка · f6 чёрный слон · c4 белая пешка · e4 белая пешка · a3 белая пешка · d2 белый слон · f2 белая пешка · h2 белая пешка · g1 белый король | g8 чёрный король · a7 чёрная пешка · b7 чёрная пешка · c7 чёрная пешка · f7 чёрная пешка · g7 чёрная пешка · h7 чёрная пешка · f6 чёрный слон · c4 белая пешка · e4 белая пешка · a3 белая пешка · d2 белый слон · f2 белая пешка · h2 белая пешка · g1 белый король | g8 чёрный король · a7 чёрная пешка · b7 чёрная пешка · c7 чёрная пешка · f7 чёрная пешка · g7 чёрная пешка · h7 чёрная пешка · f6 чёрный слон · c4 белая пешка · e4 белая пешка · a3 белая пешка · d2 белый слон · f2 белая пешка · h2 белая пешка · g1 белый король | g8 чёрный король · a7 чёрная пешка · b7 чёрная пешка · c7 чёрная пешка · f7 чёрная пешка · g7 чёрная пешка · h7 чёрная пешка · f6 чёрный слон · c4 белая пешка · e4 белая пешка · a3 белая пешка · d2 белый слон · f2 белая пешка · h2 белая пешка · g1 белый король | 7 |
| 6 | g8 чёрный король · a7 чёрная пешка · b7 чёрная пешка · c7 чёрная пешка · f7 чёрная пешка · g7 чёрная пешка · h7 чёрная пешка · f6 чёрный слон · c4 белая пешка · e4 белая пешка · a3 белая пешка · d2 белый слон · f2 белая пешка · h2 белая пешка · g1 белый король | g8 чёрный король · a7 чёрная пешка · b7 чёрная пешка · c7 чёрная пешка · f7 чёрная пешка · g7 чёрная пешка · h7 чёрная пешка · f6 чёрный слон · c4 белая пешка · e4 белая пешка · a3 белая пешка · d2 белый слон · f2 белая пешка · h2 белая пешка · g1 белый король | g8 чёрный король · a7 чёрная пешка · b7 чёрная пешка · c7 чёрная пешка · f7 чёрная пешка · g7 чёрная пешка · h7 чёрная пешка · f6 чёрный слон · c4 белая пешка · e4 белая пешка · a3 белая пешка · d2 белый слон · f2 белая пешка · h2 белая пешка · g1 белый король | g8 чёрный король · a7 чёрная пешка · b7 чёрная пешка · c7 чёрная пешка · f7 чёрная пешка · g7 чёрная пешка · h7 чёрная пешка · f6 чёрный слон · c4 белая пешка · e4 белая пешка · a3 белая пешка · d2 белый слон · f2 белая пешка · h2 белая пешка · g1 белый король | g8 чёрный король · a7 чёрная пешка · b7 чёрная пешка · c7 чёрная пешка · f7 чёрная пешка · g7 чёрная пешка · h7 чёрная пешка · f6 чёрный слон · c4 белая пешка · e4 белая пешка · a3 белая пешка · d2 белый слон · f2 белая пешка · h2 белая пешка · g1 белый король | g8 чёрный король · a7 чёрная пешка · b7 чёрная пешка · c7 чёрная пешка · f7 чёрная пешка · g7 чёрная пешка · h7 чёрная пешка · f6 чёрный слон · c4 белая пешка · e4 белая пешка · a3 белая пешка · d2 белый слон · f2 белая пешка · h2 белая пешка · g1 белый король | g8 чёрный король · a7 чёрная пешка · b7 чёрная пешка · c7 чёрная пешка · f7 чёрная пешка · g7 чёрная пешка · h7 чёрная пешка · f6 чёрный слон · c4 белая пешка · e4 белая пешка · a3 белая пешка · d2 белый слон · f2 белая пешка · h2 белая пешка · g1 белый король | g8 чёрный король · a7 чёрная пешка · b7 чёрная пешка · c7 чёрная пешка · f7 чёрная пешка · g7 чёрная пешка · h7 чёрная пешка · f6 чёрный слон · c4 белая пешка · e4 белая пешка · a3 белая пешка · d2 белый слон · f2 белая пешка · h2 белая пешка · g1 белый король | 6 |
| 5 | g8 чёрный король · a7 чёрная пешка · b7 чёрная пешка · c7 чёрная пешка · f7 чёрная пешка · g7 чёрная пешка · h7 чёрная пешка · f6 чёрный слон · c4 белая пешка · e4 белая пешка · a3 белая пешка · d2 белый слон · f2 белая пешка · h2 белая пешка · g1 белый король | g8 чёрный король · a7 чёрная пешка · b7 чёрная пешка · c7 чёрная пешка · f7 чёрная пешка · g7 чёрная пешка · h7 чёрная пешка · f6 чёрный слон · c4 белая пешка · e4 белая пешка · a3 белая пешка · d2 белый слон · f2 белая пешка · h2 белая пешка · g1 белый король | g8 чёрный король · a7 чёрная пешка · b7 чёрная пешка · c7 чёрная пешка · f7 чёрная пешка · g7 чёрная пешка · h7 чёрная пешка · f6 чёрный слон · c4 белая пешка · e4 белая пешка · a3 белая пешка · d2 белый слон · f2 белая пешка · h2 белая пешка · g1 белый король | g8 чёрный король · a7 чёрная пешка · b7 чёрная пешка · c7 чёрная пешка · f7 чёрная пешка · g7 чёрная пешка · h7 чёрная пешка · f6 чёрный слон · c4 белая пешка · e4 белая пешка · a3 белая пешка · d2 белый слон · f2 белая пешка · h2 белая пешка · g1 белый король | g8 чёрный король · a7 чёрная пешка · b7 чёрная пешка · c7 чёрная пешка · f7 чёрная пешка · g7 чёрная пешка · h7 чёрная пешка · f6 чёрный слон · c4 белая пешка · e4 белая пешка · a3 белая пешка · d2 белый слон · f2 белая пешка · h2 белая пешка · g1 белый король | g8 чёрный король · a7 чёрная пешка · b7 чёрная пешка · c7 чёрная пешка · f7 чёрная пешка · g7 чёрная пешка · h7 чёрная пешка · f6 чёрный слон · c4 белая пешка · e4 белая пешка · a3 белая пешка · d2 белый слон · f2 белая пешка · h2 белая пешка · g1 белый король | g8 чёрный король · a7 чёрная пешка · b7 чёрная пешка · c7 чёрная пешка · f7 чёрная пешка · g7 чёрная пешка · h7 чёрная пешка · f6 чёрный слон · c4 белая пешка · e4 белая пешка · a3 белая пешка · d2 белый слон · f2 белая пешка · h2 белая пешка · g1 белый король | g8 чёрный король · a7 чёрная пешка · b7 чёрная пешка · c7 чёрная пешка · f7 чёрная пешка · g7 чёрная пешка · h7 чёрная пешка · f6 чёрный слон · c4 белая пешка · e4 белая пешка · a3 белая пешка · d2 белый слон · f2 белая пешка · h2 белая пешка · g1 белый король | 5 |
| 4 | g8 чёрный король · a7 чёрная пешка · b7 чёрная пешка · c7 чёрная пешка · f7 чёрная пешка · g7 чёрная пешка · h7 чёрная пешка · f6 чёрный слон · c4 белая пешка · e4 белая пешка · a3 белая пешка · d2 белый слон · f2 белая пешка · h2 белая пешка · g1 белый король | g8 чёрный король · a7 чёрная пешка · b7 чёрная пешка · c7 чёрная пешка · f7 чёрная пешка · g7 чёрная пешка · h7 чёрная пешка · f6 чёрный слон · c4 белая пешка · e4 белая пешка · a3 белая пешка · d2 белый слон · f2 белая пешка · h2 белая пешка · g1 белый король | g8 чёрный король · a7 чёрная пешка · b7 чёрная пешка · c7 чёрная пешка · f7 чёрная пешка · g7 чёрная пешка · h7 чёрная пешка · f6 чёрный слон · c4 белая пешка · e4 белая пешка · a3 белая пешка · d2 белый слон · f2 белая пешка · h2 белая пешка · g1 белый король | g8 чёрный король · a7 чёрная пешка · b7 чёрная пешка · c7 чёрная пешка · f7 чёрная пешка · g7 чёрная пешка · h7 чёрная пешка · f6 чёрный слон · c4 белая пешка · e4 белая пешка · a3 белая пешка · d2 белый слон · f2 белая пешка · h2 белая пешка · g1 белый король | g8 чёрный король · a7 чёрная пешка · b7 чёрная пешка · c7 чёрная пешка · f7 чёрная пешка · g7 чёрная пешка · h7 чёрная пешка · f6 чёрный слон · c4 белая пешка · e4 белая пешка · a3 белая пешка · d2 белый слон · f2 белая пешка · h2 белая пешка · g1 белый король | g8 чёрный король · a7 чёрная пешка · b7 чёрная пешка · c7 чёрная пешка · f7 чёрная пешка · g7 чёрная пешка · h7 чёрная пешка · f6 чёрный слон · c4 белая пешка · e4 белая пешка · a3 белая пешка · d2 белый слон · f2 белая пешка · h2 белая пешка · g1 белый король | g8 чёрный король · a7 чёрная пешка · b7 чёрная пешка · c7 чёрная пешка · f7 чёрная пешка · g7 чёрная пешка · h7 чёрная пешка · f6 чёрный слон · c4 белая пешка · e4 белая пешка · a3 белая пешка · d2 белый слон · f2 белая пешка · h2 белая пешка · g1 белый король | g8 чёрный король · a7 чёрная пешка · b7 чёрная пешка · c7 чёрная пешка · f7 чёрная пешка · g7 чёрная пешка · h7 чёрная пешка · f6 чёрный слон · c4 белая пешка · e4 белая пешка · a3 белая пешка · d2 белый слон · f2 белая пешка · h2 белая пешка · g1 белый король | 4 |
| 3 | g8 чёрный король · a7 чёрная пешка · b7 чёрная пешка · c7 чёрная пешка · f7 чёрная пешка · g7 чёрная пешка · h7 чёрная пешка · f6 чёрный слон · c4 белая пешка · e4 белая пешка · a3 белая пешка · d2 белый слон · f2 белая пешка · h2 белая пешка · g1 белый король | g8 чёрный король · a7 чёрная пешка · b7 чёрная пешка · c7 чёрная пешка · f7 чёрная пешка · g7 чёрная пешка · h7 чёрная пешка · f6 чёрный слон · c4 белая пешка · e4 белая пешка · a3 белая пешка · d2 белый слон · f2 белая пешка · h2 белая пешка · g1 белый король | g8 чёрный король · a7 чёрная пешка · b7 чёрная пешка · c7 чёрная пешка · f7 чёрная пешка · g7 чёрная пешка · h7 чёрная пешка · f6 чёрный слон · c4 белая пешка · e4 белая пешка · a3 белая пешка · d2 белый слон · f2 белая пешка · h2 белая пешка · g1 белый король | g8 чёрный король · a7 чёрная пешка · b7 чёрная пешка · c7 чёрная пешка · f7 чёрная пешка · g7 чёрная пешка · h7 чёрная пешка · f6 чёрный слон · c4 белая пешка · e4 белая пешка · a3 белая пешка · d2 белый слон · f2 белая пешка · h2 белая пешка · g1 белый король | g8 чёрный король · a7 чёрная пешка · b7 чёрная пешка · c7 чёрная пешка · f7 чёрная пешка · g7 чёрная пешка · h7 чёрная пешка · f6 чёрный слон · c4 белая пешка · e4 белая пешка · a3 белая пешка · d2 белый слон · f2 белая пешка · h2 белая пешка · g1 белый король | g8 чёрный король · a7 чёрная пешка · b7 чёрная пешка · c7 чёрная пешка · f7 чёрная пешка · g7 чёрная пешка · h7 чёрная пешка · f6 чёрный слон · c4 белая пешка · e4 белая пешка · a3 белая пешка · d2 белый слон · f2 белая пешка · h2 белая пешка · g1 белый король | g8 чёрный король · a7 чёрная пешка · b7 чёрная пешка · c7 чёрная пешка · f7 чёрная пешка · g7 чёрная пешка · h7 чёрная пешка · f6 чёрный слон · c4 белая пешка · e4 белая пешка · a3 белая пешка · d2 белый слон · f2 белая пешка · h2 белая пешка · g1 белый король | g8 чёрный король · a7 чёрная пешка · b7 чёрная пешка · c7 чёрная пешка · f7 чёрная пешка · g7 чёрная пешка · h7 чёрная пешка · f6 чёрный слон · c4 белая пешка · e4 белая пешка · a3 белая пешка · d2 белый слон · f2 белая пешка · h2 белая пешка · g1 белый король | 3 |
| 2 | g8 чёрный король · a7 чёрная пешка · b7 чёрная пешка · c7 чёрная пешка · f7 чёрная пешка · g7 чёрная пешка · h7 чёрная пешка · f6 чёрный слон · c4 белая пешка · e4 белая пешка · a3 белая пешка · d2 белый слон · f2 белая пешка · h2 белая пешка · g1 белый король | g8 чёрный король · a7 чёрная пешка · b7 чёрная пешка · c7 чёрная пешка · f7 чёрная пешка · g7 чёрная пешка · h7 чёрная пешка · f6 чёрный слон · c4 белая пешка · e4 белая пешка · a3 белая пешка · d2 белый слон · f2 белая пешка · h2 белая пешка · g1 белый король | g8 чёрный король · a7 чёрная пешка · b7 чёрная пешка · c7 чёрная пешка · f7 чёрная пешка · g7 чёрная пешка · h7 чёрная пешка · f6 чёрный слон · c4 белая пешка · e4 белая пешка · a3 белая пешка · d2 белый слон · f2 белая пешка · h2 белая пешка · g1 белый король | g8 чёрный король · a7 чёрная пешка · b7 чёрная пешка · c7 чёрная пешка · f7 чёрная пешка · g7 чёрная пешка · h7 чёрная пешка · f6 чёрный слон · c4 белая пешка · e4 белая пешка · a3 белая пешка · d2 белый слон · f2 белая пешка · h2 белая пешка · g1 белый король | g8 чёрный король · a7 чёрная пешка · b7 чёрная пешка · c7 чёрная пешка · f7 чёрная пешка · g7 чёрная пешка · h7 чёрная пешка · f6 чёрный слон · c4 белая пешка · e4 белая пешка · a3 белая пешка · d2 белый слон · f2 белая пешка · h2 белая пешка · g1 белый король | g8 чёрный король · a7 чёрная пешка · b7 чёрная пешка · c7 чёрная пешка · f7 чёрная пешка · g7 чёрная пешка · h7 чёрная пешка · f6 чёрный слон · c4 белая пешка · e4 белая пешка · a3 белая пешка · d2 белый слон · f2 белая пешка · h2 белая пешка · g1 белый король | g8 чёрный король · a7 чёрная пешка · b7 чёрная пешка · c7 чёрная пешка · f7 чёрная пешка · g7 чёрная пешка · h7 чёрная пешка · f6 чёрный слон · c4 белая пешка · e4 белая пешка · a3 белая пешка · d2 белый слон · f2 белая пешка · h2 белая пешка · g1 белый король | g8 чёрный король · a7 чёрная пешка · b7 чёрная пешка · c7 чёрная пешка · f7 чёрная пешка · g7 чёрная пешка · h7 чёрная пешка · f6 чёрный слон · c4 белая пешка · e4 белая пешка · a3 белая пешка · d2 белый слон · f2 белая пешка · h2 белая пешка · g1 белый король | 2 |
| 1 | g8 чёрный король · a7 чёрная пешка · b7 чёрная пешка · c7 чёрная пешка · f7 чёрная пешка · g7 чёрная пешка · h7 чёрная пешка · f6 чёрный слон · c4 белая пешка · e4 белая пешка · a3 белая пешка · d2 белый слон · f2 белая пешка · h2 белая пешка · g1 белый король | g8 чёрный король · a7 чёрная пешка · b7 чёрная пешка · c7 чёрная пешка · f7 чёрная пешка · g7 чёрная пешка · h7 чёрная пешка · f6 чёрный слон · c4 белая пешка · e4 белая пешка · a3 белая пешка · d2 белый слон · f2 белая пешка · h2 белая пешка · g1 белый король | g8 чёрный король · a7 чёрная пешка · b7 чёрная пешка · c7 чёрная пешка · f7 чёрная пешка · g7 чёрная пешка · h7 чёрная пешка · f6 чёрный слон · c4 белая пешка · e4 белая пешка · a3 белая пешка · d2 белый слон · f2 белая пешка · h2 белая пешка · g1 белый король | g8 чёрный король · a7 чёрная пешка · b7 чёрная пешка · c7 чёрная пешка · f7 чёрная пешка · g7 чёрная пешка · h7 чёрная пешка · f6 чёрный слон · c4 белая пешка · e4 белая пешка · a3 белая пешка · d2 белый слон · f2 белая пешка · h2 белая пешка · g1 белый король | g8 чёрный король · a7 чёрная пешка · b7 чёрная пешка · c7 чёрная пешка · f7 чёрная пешка · g7 чёрная пешка · h7 чёрная пешка · f6 чёрный слон · c4 белая пешка · e4 белая пешка · a3 белая пешка · d2 белый слон · f2 белая пешка · h2 белая пешка · g1 белый король | g8 чёрный король · a7 чёрная пешка · b7 чёрная пешка · c7 чёрная пешка · f7 чёрная пешка · g7 чёрная пешка · h7 чёрная пешка · f6 чёрный слон · c4 белая пешка · e4 белая пешка · a3 белая пешка · d2 белый слон · f2 белая пешка · h2 белая пешка · g1 белый король | g8 чёрный король · a7 чёрная пешка · b7 чёрная пешка · c7 чёрная пешка · f7 чёрная пешка · g7 чёрная пешка · h7 чёрная пешка · f6 чёрный слон · c4 белая пешка · e4 белая пешка · a3 белая пешка · d2 белый слон · f2 белая пешка · h2 белая пешка · g1 белый король | g8 чёрный король · a7 чёрная пешка · b7 чёрная пешка · c7 чёрная пешка · f7 чёрная пешка · g7 чёрная пешка · h7 чёрная пешка · f6 чёрный слон · c4 белая пешка · e4 белая пешка · a3 белая пешка · d2 белый слон · f2 белая пешка · h2 белая пешка · g1 белый король | 1 |
|   | a | b | c | d | e | f | g | h |   |

Пример реализации лишней пешки в слоновом одноцветном окончании. В позиции на диаграмме у белых нет никакой компенсации за пешку, и чёрные должны победить. Последовало: 23…Сd4! Необходимая централизация. 24.a4. Можно было развиваться несколько по-другому — 24.Крf1 Крf8 25.Крe2 Крe7 26.f4 Крd6 27.Крd3 Сg1 28.h3 f6 29.Сc3 Крe6, но всё равно у чёрных выигранная позиция, как бы белые ни играли. 24…f6 25.Крg2 Крf7 26.f4 Крe6 27.Крf3 f5! Выигрывало, впрочем, и 27…b6. Тут уже не один путь к победе. 28.Сb4. Безнадёжно и 28.e5 Сc5, и чёрные в конце концов проведут g7-g5. 28…b6. Чёрные не спеша, по всем правилам теории, готовят образование проходной на ферзевом фланге. 29.e5 a6 30.Сf8 g5 31.fg С:e5 32.h3 c6 33.h4 b5. Наконец проходная появилась. 34.cb cb 35.ab ab 36.h5 Сb2! 37.Сc5 Сc1! Таким путём чёрные чётко нейтрализуют белые пешки на королевском фланге. 38.g6 hg 39.hg Крf6 40.Крe2 Кр:g6. С двумя лишними пешками чёрные легко выигрывают. 41.Крd3 Крf6 42.Крc3 Крe6 43.Крb4 f4 44.Кр:b5 Сe3! Пешка «b» чёрным уже не нужна, так как они выигрывают с помощью одной пешки «f». Следует учебный финал с перекрытиями диагоналей. 45.Сb4 f3 46.Сe1 Крd5 47.Сh4 Сg1 48.Крb4 Крe4 49.Крc3 Крe3 50.Сg3 Сf2 51.Сd6 Крe2 52.Крc2 Сe1 53.Сc5 Сd2 54.Сb6 Сe3. Белые сдались. Если 55.С:e3 Кр:e3 56.Крd1, то 56…f2 с выигрышем.
|   | a | b | c | d | e | f | g | h |   |
| - | --- | --- | --- | --- | --- | --- | --- | --- | - |
| 8 | g7 чёрный король · g6 чёрный слон · f4 белый король · g4 белый слон · f3 белая пешка · h3 белая пешка | g7 чёрный король · g6 чёрный слон · f4 белый король · g4 белый слон · f3 белая пешка · h3 белая пешка | g7 чёрный король · g6 чёрный слон · f4 белый король · g4 белый слон · f3 белая пешка · h3 белая пешка | g7 чёрный король · g6 чёрный слон · f4 белый король · g4 белый слон · f3 белая пешка · h3 белая пешка | g7 чёрный король · g6 чёрный слон · f4 белый король · g4 белый слон · f3 белая пешка · h3 белая пешка | g7 чёрный король · g6 чёрный слон · f4 белый король · g4 белый слон · f3 белая пешка · h3 белая пешка | g7 чёрный король · g6 чёрный слон · f4 белый король · g4 белый слон · f3 белая пешка · h3 белая пешка | g7 чёрный король · g6 чёрный слон · f4 белый король · g4 белый слон · f3 белая пешка · h3 белая пешка | 8 |
| 7 | g7 чёрный король · g6 чёрный слон · f4 белый король · g4 белый слон · f3 белая пешка · h3 белая пешка | g7 чёрный король · g6 чёрный слон · f4 белый король · g4 белый слон · f3 белая пешка · h3 белая пешка | g7 чёрный король · g6 чёрный слон · f4 белый король · g4 белый слон · f3 белая пешка · h3 белая пешка | g7 чёрный король · g6 чёрный слон · f4 белый король · g4 белый слон · f3 белая пешка · h3 белая пешка | g7 чёрный король · g6 чёрный слон · f4 белый король · g4 белый слон · f3 белая пешка · h3 белая пешка | g7 чёрный король · g6 чёрный слон · f4 белый король · g4 белый слон · f3 белая пешка · h3 белая пешка | g7 чёрный король · g6 чёрный слон · f4 белый король · g4 белый слон · f3 белая пешка · h3 белая пешка | g7 чёрный король · g6 чёрный слон · f4 белый король · g4 белый слон · f3 белая пешка · h3 белая пешка | 7 |
| 6 | g7 чёрный король · g6 чёрный слон · f4 белый король · g4 белый слон · f3 белая пешка · h3 белая пешка | g7 чёрный король · g6 чёрный слон · f4 белый король · g4 белый слон · f3 белая пешка · h3 белая пешка | g7 чёрный король · g6 чёрный слон · f4 белый король · g4 белый слон · f3 белая пешка · h3 белая пешка | g7 чёрный король · g6 чёрный слон · f4 белый король · g4 белый слон · f3 белая пешка · h3 белая пешка | g7 чёрный король · g6 чёрный слон · f4 белый король · g4 белый слон · f3 белая пешка · h3 белая пешка | g7 чёрный король · g6 чёрный слон · f4 белый король · g4 белый слон · f3 белая пешка · h3 белая пешка | g7 чёрный король · g6 чёрный слон · f4 белый король · g4 белый слон · f3 белая пешка · h3 белая пешка | g7 чёрный король · g6 чёрный слон · f4 белый король · g4 белый слон · f3 белая пешка · h3 белая пешка | 6 |
| 5 | g7 чёрный король · g6 чёрный слон · f4 белый король · g4 белый слон · f3 белая пешка · h3 белая пешка | g7 чёрный король · g6 чёрный слон · f4 белый король · g4 белый слон · f3 белая пешка · h3 белая пешка | g7 чёрный король · g6 чёрный слон · f4 белый король · g4 белый слон · f3 белая пешка · h3 белая пешка | g7 чёрный король · g6 чёрный слон · f4 белый король · g4 белый слон · f3 белая пешка · h3 белая пешка | g7 чёрный король · g6 чёрный слон · f4 белый король · g4 белый слон · f3 белая пешка · h3 белая пешка | g7 чёрный король · g6 чёрный слон · f4 белый король · g4 белый слон · f3 белая пешка · h3 белая пешка | g7 чёрный король · g6 чёрный слон · f4 белый король · g4 белый слон · f3 белая пешка · h3 белая пешка | g7 чёрный король · g6 чёрный слон · f4 белый король · g4 белый слон · f3 белая пешка · h3 белая пешка | 5 |
| 4 | g7 чёрный король · g6 чёрный слон · f4 белый король · g4 белый слон · f3 белая пешка · h3 белая пешка | g7 чёрный король · g6 чёрный слон · f4 белый король · g4 белый слон · f3 белая пешка · h3 белая пешка | g7 чёрный король · g6 чёрный слон · f4 белый король · g4 белый слон · f3 белая пешка · h3 белая пешка | g7 чёрный король · g6 чёрный слон · f4 белый король · g4 белый слон · f3 белая пешка · h3 белая пешка | g7 чёрный король · g6 чёрный слон · f4 белый король · g4 белый слон · f3 белая пешка · h3 белая пешка | g7 чёрный король · g6 чёрный слон · f4 белый король · g4 белый слон · f3 белая пешка · h3 белая пешка | g7 чёрный король · g6 чёрный слон · f4 белый король · g4 белый слон · f3 белая пешка · h3 белая пешка | g7 чёрный король · g6 чёрный слон · f4 белый король · g4 белый слон · f3 белая пешка · h3 белая пешка | 4 |
| 3 | g7 чёрный король · g6 чёрный слон · f4 белый король · g4 белый слон · f3 белая пешка · h3 белая пешка | g7 чёрный король · g6 чёрный слон · f4 белый король · g4 белый слон · f3 белая пешка · h3 белая пешка | g7 чёрный король · g6 чёрный слон · f4 белый король · g4 белый слон · f3 белая пешка · h3 белая пешка | g7 чёрный король · g6 чёрный слон · f4 белый король · g4 белый слон · f3 белая пешка · h3 белая пешка | g7 чёрный король · g6 чёрный слон · f4 белый король · g4 белый слон · f3 белая пешка · h3 белая пешка | g7 чёрный король · g6 чёрный слон · f4 белый король · g4 белый слон · f3 белая пешка · h3 белая пешка | g7 чёрный король · g6 чёрный слон · f4 белый король · g4 белый слон · f3 белая пешка · h3 белая пешка | g7 чёрный король · g6 чёрный слон · f4 белый король · g4 белый слон · f3 белая пешка · h3 белая пешка | 3 |
| 2 | g7 чёрный король · g6 чёрный слон · f4 белый король · g4 белый слон · f3 белая пешка · h3 белая пешка | g7 чёрный король · g6 чёрный слон · f4 белый король · g4 белый слон · f3 белая пешка · h3 белая пешка | g7 чёрный король · g6 чёрный слон · f4 белый король · g4 белый слон · f3 белая пешка · h3 белая пешка | g7 чёрный король · g6 чёрный слон · f4 белый король · g4 белый слон · f3 белая пешка · h3 белая пешка | g7 чёрный король · g6 чёрный слон · f4 белый король · g4 белый слон · f3 белая пешка · h3 белая пешка | g7 чёрный король · g6 чёрный слон · f4 белый король · g4 белый слон · f3 белая пешка · h3 белая пешка | g7 чёрный король · g6 чёрный слон · f4 белый король · g4 белый слон · f3 белая пешка · h3 белая пешка | g7 чёрный король · g6 чёрный слон · f4 белый король · g4 белый слон · f3 белая пешка · h3 белая пешка | 2 |
| 1 | g7 чёрный король · g6 чёрный слон · f4 белый король · g4 белый слон · f3 белая пешка · h3 белая пешка | g7 чёрный король · g6 чёрный слон · f4 белый король · g4 белый слон · f3 белая пешка · h3 белая пешка | g7 чёрный король · g6 чёрный слон · f4 белый король · g4 белый слон · f3 белая пешка · h3 белая пешка | g7 чёрный король · g6 чёрный слон · f4 белый король · g4 белый слон · f3 белая пешка · h3 белая пешка | g7 чёрный король · g6 чёрный слон · f4 белый король · g4 белый слон · f3 белая пешка · h3 белая пешка | g7 чёрный король · g6 чёрный слон · f4 белый король · g4 белый слон · f3 белая пешка · h3 белая пешка | g7 чёрный король · g6 чёрный слон · f4 белый король · g4 белый слон · f3 белая пешка · h3 белая пешка | g7 чёрный король · g6 чёрный слон · f4 белый король · g4 белый слон · f3 белая пешка · h3 белая пешка | 1 |
|   | a | b | c | d | e | f | g | h |   |

У белых две лишние пешки, и они выигрывают, но отнюдь не элементарно, так как чёрным для ничьей достаточно отдать слона за пешку «f». Если бы сейчас был ход чёрных, то они путём Крg7-f6! добились бы ничейной позиции, организуя блокаду по чёрным полям. Но ход белых, и они играют 67.Крg5! Сd3 68.f4 Сe4 69.h4. Нельзя 69.f5?? С:f5! с ничьей, так как у белых слон «не того цвета». 69…Сd3 70.h5 Сe4 71.h6+ Крh8. В случае 71…Крf7 белые добиваются успеха путём 72.Сh5+ Крg8 73.Сg6. 72.Сf5 Сd5 73.Сg6 Сe6 74.Крf6 Сc4 75.Крg5 Сe6 76.Сh5. Белые на верном пути. 76…Крh7 77.Сg4! Сc4. Проигрывало и 77…С:g4 78.Кр:g4 Кр:h6 79.Крf5. 78.f5. Наконец пешка «f» смогла двинуться вперёд. 78…Сf7 79.Сh5 Сc4 80.Сg6+ Крg8 81.f6. Чёрные сдались. Вот как выигрывают белые: 81…Сb3 82.Крf4 Крh8 83.Крe5 Сc4 84.Крd6 Сb3 85.Крe7 Сc4 86.Сf7 Сd3 87.Сe8! Сc4 88.Сd7 Сg8 89.Сe6 Сf7 90.f7.
|   | a | b | c | d | e | f | g | h |   |
| - | --- | --- | --- | --- | --- | --- | --- | --- | - |
| 8 | e7 белый король · f7 белый слон · g7 чёрный король · e5 белая пешка · h5 белая пешка · e2 чёрный слон | e7 белый король · f7 белый слон · g7 чёрный король · e5 белая пешка · h5 белая пешка · e2 чёрный слон | e7 белый король · f7 белый слон · g7 чёрный король · e5 белая пешка · h5 белая пешка · e2 чёрный слон | e7 белый король · f7 белый слон · g7 чёрный король · e5 белая пешка · h5 белая пешка · e2 чёрный слон | e7 белый король · f7 белый слон · g7 чёрный король · e5 белая пешка · h5 белая пешка · e2 чёрный слон | e7 белый король · f7 белый слон · g7 чёрный король · e5 белая пешка · h5 белая пешка · e2 чёрный слон | e7 белый король · f7 белый слон · g7 чёрный король · e5 белая пешка · h5 белая пешка · e2 чёрный слон | e7 белый король · f7 белый слон · g7 чёрный король · e5 белая пешка · h5 белая пешка · e2 чёрный слон | 8 |
| 7 | e7 белый король · f7 белый слон · g7 чёрный король · e5 белая пешка · h5 белая пешка · e2 чёрный слон | e7 белый король · f7 белый слон · g7 чёрный король · e5 белая пешка · h5 белая пешка · e2 чёрный слон | e7 белый король · f7 белый слон · g7 чёрный король · e5 белая пешка · h5 белая пешка · e2 чёрный слон | e7 белый король · f7 белый слон · g7 чёрный король · e5 белая пешка · h5 белая пешка · e2 чёрный слон | e7 белый король · f7 белый слон · g7 чёрный король · e5 белая пешка · h5 белая пешка · e2 чёрный слон | e7 белый король · f7 белый слон · g7 чёрный король · e5 белая пешка · h5 белая пешка · e2 чёрный слон | e7 белый король · f7 белый слон · g7 чёрный король · e5 белая пешка · h5 белая пешка · e2 чёрный слон | e7 белый король · f7 белый слон · g7 чёрный король · e5 белая пешка · h5 белая пешка · e2 чёрный слон | 7 |
| 6 | e7 белый король · f7 белый слон · g7 чёрный король · e5 белая пешка · h5 белая пешка · e2 чёрный слон | e7 белый король · f7 белый слон · g7 чёрный король · e5 белая пешка · h5 белая пешка · e2 чёрный слон | e7 белый король · f7 белый слон · g7 чёрный король · e5 белая пешка · h5 белая пешка · e2 чёрный слон | e7 белый король · f7 белый слон · g7 чёрный король · e5 белая пешка · h5 белая пешка · e2 чёрный слон | e7 белый король · f7 белый слон · g7 чёрный король · e5 белая пешка · h5 белая пешка · e2 чёрный слон | e7 белый король · f7 белый слон · g7 чёрный король · e5 белая пешка · h5 белая пешка · e2 чёрный слон | e7 белый король · f7 белый слон · g7 чёрный король · e5 белая пешка · h5 белая пешка · e2 чёрный слон | e7 белый король · f7 белый слон · g7 чёрный король · e5 белая пешка · h5 белая пешка · e2 чёрный слон | 6 |
| 5 | e7 белый король · f7 белый слон · g7 чёрный король · e5 белая пешка · h5 белая пешка · e2 чёрный слон | e7 белый король · f7 белый слон · g7 чёрный король · e5 белая пешка · h5 белая пешка · e2 чёрный слон | e7 белый король · f7 белый слон · g7 чёрный король · e5 белая пешка · h5 белая пешка · e2 чёрный слон | e7 белый король · f7 белый слон · g7 чёрный король · e5 белая пешка · h5 белая пешка · e2 чёрный слон | e7 белый король · f7 белый слон · g7 чёрный король · e5 белая пешка · h5 белая пешка · e2 чёрный слон | e7 белый король · f7 белый слон · g7 чёрный король · e5 белая пешка · h5 белая пешка · e2 чёрный слон | e7 белый король · f7 белый слон · g7 чёрный король · e5 белая пешка · h5 белая пешка · e2 чёрный слон | e7 белый король · f7 белый слон · g7 чёрный король · e5 белая пешка · h5 белая пешка · e2 чёрный слон | 5 |
| 4 | e7 белый король · f7 белый слон · g7 чёрный король · e5 белая пешка · h5 белая пешка · e2 чёрный слон | e7 белый король · f7 белый слон · g7 чёрный король · e5 белая пешка · h5 белая пешка · e2 чёрный слон | e7 белый король · f7 белый слон · g7 чёрный король · e5 белая пешка · h5 белая пешка · e2 чёрный слон | e7 белый король · f7 белый слон · g7 чёрный король · e5 белая пешка · h5 белая пешка · e2 чёрный слон | e7 белый король · f7 белый слон · g7 чёрный король · e5 белая пешка · h5 белая пешка · e2 чёрный слон | e7 белый король · f7 белый слон · g7 чёрный король · e5 белая пешка · h5 белая пешка · e2 чёрный слон | e7 белый король · f7 белый слон · g7 чёрный король · e5 белая пешка · h5 белая пешка · e2 чёрный слон | e7 белый король · f7 белый слон · g7 чёрный король · e5 белая пешка · h5 белая пешка · e2 чёрный слон | 4 |
| 3 | e7 белый король · f7 белый слон · g7 чёрный король · e5 белая пешка · h5 белая пешка · e2 чёрный слон | e7 белый король · f7 белый слон · g7 чёрный король · e5 белая пешка · h5 белая пешка · e2 чёрный слон | e7 белый король · f7 белый слон · g7 чёрный король · e5 белая пешка · h5 белая пешка · e2 чёрный слон | e7 белый король · f7 белый слон · g7 чёрный король · e5 белая пешка · h5 белая пешка · e2 чёрный слон | e7 белый король · f7 белый слон · g7 чёрный король · e5 белая пешка · h5 белая пешка · e2 чёрный слон | e7 белый король · f7 белый слон · g7 чёрный король · e5 белая пешка · h5 белая пешка · e2 чёрный слон | e7 белый король · f7 белый слон · g7 чёрный король · e5 белая пешка · h5 белая пешка · e2 чёрный слон | e7 белый король · f7 белый слон · g7 чёрный король · e5 белая пешка · h5 белая пешка · e2 чёрный слон | 3 |
| 2 | e7 белый король · f7 белый слон · g7 чёрный король · e5 белая пешка · h5 белая пешка · e2 чёрный слон | e7 белый король · f7 белый слон · g7 чёрный король · e5 белая пешка · h5 белая пешка · e2 чёрный слон | e7 белый король · f7 белый слон · g7 чёрный король · e5 белая пешка · h5 белая пешка · e2 чёрный слон | e7 белый король · f7 белый слон · g7 чёрный король · e5 белая пешка · h5 белая пешка · e2 чёрный слон | e7 белый король · f7 белый слон · g7 чёрный король · e5 белая пешка · h5 белая пешка · e2 чёрный слон | e7 белый король · f7 белый слон · g7 чёрный король · e5 белая пешка · h5 белая пешка · e2 чёрный слон | e7 белый король · f7 белый слон · g7 чёрный король · e5 белая пешка · h5 белая пешка · e2 чёрный слон | e7 белый король · f7 белый слон · g7 чёрный король · e5 белая пешка · h5 белая пешка · e2 чёрный слон | 2 |
| 1 | e7 белый король · f7 белый слон · g7 чёрный король · e5 белая пешка · h5 белая пешка · e2 чёрный слон | e7 белый король · f7 белый слон · g7 чёрный король · e5 белая пешка · h5 белая пешка · e2 чёрный слон | e7 белый король · f7 белый слон · g7 чёрный король · e5 белая пешка · h5 белая пешка · e2 чёрный слон | e7 белый король · f7 белый слон · g7 чёрный король · e5 белая пешка · h5 белая пешка · e2 чёрный слон | e7 белый король · f7 белый слон · g7 чёрный король · e5 белая пешка · h5 белая пешка · e2 чёрный слон | e7 белый король · f7 белый слон · g7 чёрный король · e5 белая пешка · h5 белая пешка · e2 чёрный слон | e7 белый король · f7 белый слон · g7 чёрный король · e5 белая пешка · h5 белая пешка · e2 чёрный слон | e7 белый король · f7 белый слон · g7 чёрный король · e5 белая пешка · h5 белая пешка · e2 чёрный слон | 1 |
|   | a | b | c | d | e | f | g | h |   |

А вот эта позиция оказалась ничейной. Идея та же — чёрные делают ставку на то, что одна из белых пешек — крайняя. 1.Сe8. Если 1.e6, то 1…Сg4 и 2…С:e6. 1…Сg4 2.Крd8. Или 2.Крd6 Крh6 3.Сd7 С:h5 4.e6 Крg7 5.e7 Крf6. 2…Крh6. Возможно и 2…Сe6. 3.Сd7 С:h5 4.e6 Крg7 5.e7 Крf6! К проигрышу ведёт 5…Сg6 6.Сe8 Сe4 7.Сh5 Сc6 8.Сg4. 6.Сe8 Сe2 7.Сg6 Сb5. Ничья, так как чёрные достигли одной из теоретически ничейных позиций.
|   | a | b | c | d | e | f | g | h |   |
| - | --- | --- | --- | --- | --- | --- | --- | --- | - |
| 8 | b7 чёрная пешка · f7 чёрный король · d6 белый слон · d4 чёрный слон · g4 белая пешка · b3 белая пешка · g2 белый король | b7 чёрная пешка · f7 чёрный король · d6 белый слон · d4 чёрный слон · g4 белая пешка · b3 белая пешка · g2 белый король | b7 чёрная пешка · f7 чёрный король · d6 белый слон · d4 чёрный слон · g4 белая пешка · b3 белая пешка · g2 белый король | b7 чёрная пешка · f7 чёрный король · d6 белый слон · d4 чёрный слон · g4 белая пешка · b3 белая пешка · g2 белый король | b7 чёрная пешка · f7 чёрный король · d6 белый слон · d4 чёрный слон · g4 белая пешка · b3 белая пешка · g2 белый король | b7 чёрная пешка · f7 чёрный король · d6 белый слон · d4 чёрный слон · g4 белая пешка · b3 белая пешка · g2 белый король | b7 чёрная пешка · f7 чёрный король · d6 белый слон · d4 чёрный слон · g4 белая пешка · b3 белая пешка · g2 белый король | b7 чёрная пешка · f7 чёрный король · d6 белый слон · d4 чёрный слон · g4 белая пешка · b3 белая пешка · g2 белый король | 8 |
| 7 | b7 чёрная пешка · f7 чёрный король · d6 белый слон · d4 чёрный слон · g4 белая пешка · b3 белая пешка · g2 белый король | b7 чёрная пешка · f7 чёрный король · d6 белый слон · d4 чёрный слон · g4 белая пешка · b3 белая пешка · g2 белый король | b7 чёрная пешка · f7 чёрный король · d6 белый слон · d4 чёрный слон · g4 белая пешка · b3 белая пешка · g2 белый король | b7 чёрная пешка · f7 чёрный король · d6 белый слон · d4 чёрный слон · g4 белая пешка · b3 белая пешка · g2 белый король | b7 чёрная пешка · f7 чёрный король · d6 белый слон · d4 чёрный слон · g4 белая пешка · b3 белая пешка · g2 белый король | b7 чёрная пешка · f7 чёрный король · d6 белый слон · d4 чёрный слон · g4 белая пешка · b3 белая пешка · g2 белый король | b7 чёрная пешка · f7 чёрный король · d6 белый слон · d4 чёрный слон · g4 белая пешка · b3 белая пешка · g2 белый король | b7 чёрная пешка · f7 чёрный король · d6 белый слон · d4 чёрный слон · g4 белая пешка · b3 белая пешка · g2 белый король | 7 |
| 6 | b7 чёрная пешка · f7 чёрный король · d6 белый слон · d4 чёрный слон · g4 белая пешка · b3 белая пешка · g2 белый король | b7 чёрная пешка · f7 чёрный король · d6 белый слон · d4 чёрный слон · g4 белая пешка · b3 белая пешка · g2 белый король | b7 чёрная пешка · f7 чёрный король · d6 белый слон · d4 чёрный слон · g4 белая пешка · b3 белая пешка · g2 белый король | b7 чёрная пешка · f7 чёрный король · d6 белый слон · d4 чёрный слон · g4 белая пешка · b3 белая пешка · g2 белый король | b7 чёрная пешка · f7 чёрный король · d6 белый слон · d4 чёрный слон · g4 белая пешка · b3 белая пешка · g2 белый король | b7 чёрная пешка · f7 чёрный король · d6 белый слон · d4 чёрный слон · g4 белая пешка · b3 белая пешка · g2 белый король | b7 чёрная пешка · f7 чёрный король · d6 белый слон · d4 чёрный слон · g4 белая пешка · b3 белая пешка · g2 белый король | b7 чёрная пешка · f7 чёрный король · d6 белый слон · d4 чёрный слон · g4 белая пешка · b3 белая пешка · g2 белый король | 6 |
| 5 | b7 чёрная пешка · f7 чёрный король · d6 белый слон · d4 чёрный слон · g4 белая пешка · b3 белая пешка · g2 белый король | b7 чёрная пешка · f7 чёрный король · d6 белый слон · d4 чёрный слон · g4 белая пешка · b3 белая пешка · g2 белый король | b7 чёрная пешка · f7 чёрный король · d6 белый слон · d4 чёрный слон · g4 белая пешка · b3 белая пешка · g2 белый король | b7 чёрная пешка · f7 чёрный король · d6 белый слон · d4 чёрный слон · g4 белая пешка · b3 белая пешка · g2 белый король | b7 чёрная пешка · f7 чёрный король · d6 белый слон · d4 чёрный слон · g4 белая пешка · b3 белая пешка · g2 белый король | b7 чёрная пешка · f7 чёрный король · d6 белый слон · d4 чёрный слон · g4 белая пешка · b3 белая пешка · g2 белый король | b7 чёрная пешка · f7 чёрный король · d6 белый слон · d4 чёрный слон · g4 белая пешка · b3 белая пешка · g2 белый король | b7 чёрная пешка · f7 чёрный король · d6 белый слон · d4 чёрный слон · g4 белая пешка · b3 белая пешка · g2 белый король | 5 |
| 4 | b7 чёрная пешка · f7 чёрный король · d6 белый слон · d4 чёрный слон · g4 белая пешка · b3 белая пешка · g2 белый король | b7 чёрная пешка · f7 чёрный король · d6 белый слон · d4 чёрный слон · g4 белая пешка · b3 белая пешка · g2 белый король | b7 чёрная пешка · f7 чёрный король · d6 белый слон · d4 чёрный слон · g4 белая пешка · b3 белая пешка · g2 белый король | b7 чёрная пешка · f7 чёрный король · d6 белый слон · d4 чёрный слон · g4 белая пешка · b3 белая пешка · g2 белый король | b7 чёрная пешка · f7 чёрный король · d6 белый слон · d4 чёрный слон · g4 белая пешка · b3 белая пешка · g2 белый король | b7 чёрная пешка · f7 чёрный король · d6 белый слон · d4 чёрный слон · g4 белая пешка · b3 белая пешка · g2 белый король | b7 чёрная пешка · f7 чёрный король · d6 белый слон · d4 чёрный слон · g4 белая пешка · b3 белая пешка · g2 белый король | b7 чёрная пешка · f7 чёрный король · d6 белый слон · d4 чёрный слон · g4 белая пешка · b3 белая пешка · g2 белый король | 4 |
| 3 | b7 чёрная пешка · f7 чёрный король · d6 белый слон · d4 чёрный слон · g4 белая пешка · b3 белая пешка · g2 белый король | b7 чёрная пешка · f7 чёрный король · d6 белый слон · d4 чёрный слон · g4 белая пешка · b3 белая пешка · g2 белый король | b7 чёрная пешка · f7 чёрный король · d6 белый слон · d4 чёрный слон · g4 белая пешка · b3 белая пешка · g2 белый король | b7 чёрная пешка · f7 чёрный король · d6 белый слон · d4 чёрный слон · g4 белая пешка · b3 белая пешка · g2 белый король | b7 чёрная пешка · f7 чёрный король · d6 белый слон · d4 чёрный слон · g4 белая пешка · b3 белая пешка · g2 белый король | b7 чёрная пешка · f7 чёрный король · d6 белый слон · d4 чёрный слон · g4 белая пешка · b3 белая пешка · g2 белый король | b7 чёрная пешка · f7 чёрный король · d6 белый слон · d4 чёрный слон · g4 белая пешка · b3 белая пешка · g2 белый король | b7 чёрная пешка · f7 чёрный король · d6 белый слон · d4 чёрный слон · g4 белая пешка · b3 белая пешка · g2 белый король | 3 |
| 2 | b7 чёрная пешка · f7 чёрный король · d6 белый слон · d4 чёрный слон · g4 белая пешка · b3 белая пешка · g2 белый король | b7 чёрная пешка · f7 чёрный король · d6 белый слон · d4 чёрный слон · g4 белая пешка · b3 белая пешка · g2 белый король | b7 чёрная пешка · f7 чёрный король · d6 белый слон · d4 чёрный слон · g4 белая пешка · b3 белая пешка · g2 белый король | b7 чёрная пешка · f7 чёрный король · d6 белый слон · d4 чёрный слон · g4 белая пешка · b3 белая пешка · g2 белый король | b7 чёрная пешка · f7 чёрный король · d6 белый слон · d4 чёрный слон · g4 белая пешка · b3 белая пешка · g2 белый король | b7 чёрная пешка · f7 чёрный король · d6 белый слон · d4 чёрный слон · g4 белая пешка · b3 белая пешка · g2 белый король | b7 чёрная пешка · f7 чёрный король · d6 белый слон · d4 чёрный слон · g4 белая пешка · b3 белая пешка · g2 белый король | b7 чёрная пешка · f7 чёрный король · d6 белый слон · d4 чёрный слон · g4 белая пешка · b3 белая пешка · g2 белый король | 2 |
| 1 | b7 чёрная пешка · f7 чёрный король · d6 белый слон · d4 чёрный слон · g4 белая пешка · b3 белая пешка · g2 белый король | b7 чёрная пешка · f7 чёрный король · d6 белый слон · d4 чёрный слон · g4 белая пешка · b3 белая пешка · g2 белый король | b7 чёрная пешка · f7 чёрный король · d6 белый слон · d4 чёрный слон · g4 белая пешка · b3 белая пешка · g2 белый король | b7 чёрная пешка · f7 чёрный король · d6 белый слон · d4 чёрный слон · g4 белая пешка · b3 белая пешка · g2 белый король | b7 чёрная пешка · f7 чёрный король · d6 белый слон · d4 чёрный слон · g4 белая пешка · b3 белая пешка · g2 белый король | b7 чёрная пешка · f7 чёрный король · d6 белый слон · d4 чёрный слон · g4 белая пешка · b3 белая пешка · g2 белый король | b7 чёрная пешка · f7 чёрный король · d6 белый слон · d4 чёрный слон · g4 белая пешка · b3 белая пешка · g2 белый король | b7 чёрная пешка · f7 чёрный король · d6 белый слон · d4 чёрный слон · g4 белая пешка · b3 белая пешка · g2 белый король | 1 |
|   | a | b | c | d | e | f | g | h |   |

У белых лишняя пешка, но позиция ничейная ввиду ограниченности материала на доске. 56…Крg6 57.Крf3 Сf6 58.Сf4 Крf7 59.Крe4 Крe6 60.Сe3 Сe7 61.g5 Сd8? В распоряжении чёрных имелось сразу несколько ничейных продолжений, например, 61…Крf7 или 61…Сb4. Однако Яновский ошибается. 62.Крf4? Капабланка возвращает «долг». Выигрывало только 62.Крd4! Далее игра могла продолжаться примерно так: 62…Сb6+ 63.Крd3 Сa5 64.Крc4 Сc7 65.b4 Сh2 66.b5 Сc7 67.Сd4 Крf5 68.Сe3 Крe6 69.Крd4 Крf5 70.Крd5 Сg3 71.Сc5 Сf4 72.Сe7 Сc7 73.Сf6 Сh2 74.Сd8 Сe5 75.Крc5 Сb8 76.Крb6 Сg3 77.Кр:b7, и белые выигрывают. 62…Сc7+ 63.Крg4 Сe5 64.Крh5 Крf7 65.Крh6 Крg8 66.Сb6 Сc3 67.Крg6 Сd2 68.Крf6 Сc3+ 69.Крe6 Сd2 70.g6 Сc3 71.Крd5 Сd2 72.Сd4 b5 73.Крe4 b4 74.Сe3 Сc3 75.Крd3 Сe1 76.Сd2 Сf2 77.Крe4 Сc5? И снова чёрные ошибаются. К ничьей вело 77…Крg7!, и если 78.С:b4, то 78…Кр:g6 с теоретически ничейной позицией. 78.Крd5 Сe7 79.Крc4 Крg7 80.С:b4 Сd8 81.Сc3+? И Капабланка уже вторично выпускает победу. Выигрывало 81.Сd2! Кр:g6 82.b4 Крf5 83.Крd5 и, в отличие от варианта, указанного ниже, у чёрных нет спасающего хода Крf5-f4. 81…Кр:g6 82.b4 Крf5 83.Крd5. И здесь Яновский в ничейной позиции сдался. Следовало продолжать 83…Крf4! 84.Сd4 Крf3 85.b5 Крe2! 86.Крc6 Крd3 87.Сb6 Сg5 88.Крb7 Крc4 89.Крa6 Крb3 90.Сf2 Сd8 91.Сe1 Крa4!, и чёрные достигают теоретически ничейной позиции.
|   | a | b | c | d | e | f | g | h |   |
| - | --- | --- | --- | --- | --- | --- | --- | --- | - |
| 8 | g7 чёрный слон · c6 чёрная пешка · e6 чёрная пешка · b5 чёрная пешка · c5 белая пешка · d5 чёрная пешка · f5 чёрная пешка · h5 чёрный король · a4 чёрная пешка · b4 белая пешка · d4 белая пешка · f4 белая пешка · a3 белая пешка · d3 белая пешка · e3 белый слон · h3 белый король | g7 чёрный слон · c6 чёрная пешка · e6 чёрная пешка · b5 чёрная пешка · c5 белая пешка · d5 чёрная пешка · f5 чёрная пешка · h5 чёрный король · a4 чёрная пешка · b4 белая пешка · d4 белая пешка · f4 белая пешка · a3 белая пешка · d3 белая пешка · e3 белый слон · h3 белый король | g7 чёрный слон · c6 чёрная пешка · e6 чёрная пешка · b5 чёрная пешка · c5 белая пешка · d5 чёрная пешка · f5 чёрная пешка · h5 чёрный король · a4 чёрная пешка · b4 белая пешка · d4 белая пешка · f4 белая пешка · a3 белая пешка · d3 белая пешка · e3 белый слон · h3 белый король | g7 чёрный слон · c6 чёрная пешка · e6 чёрная пешка · b5 чёрная пешка · c5 белая пешка · d5 чёрная пешка · f5 чёрная пешка · h5 чёрный король · a4 чёрная пешка · b4 белая пешка · d4 белая пешка · f4 белая пешка · a3 белая пешка · d3 белая пешка · e3 белый слон · h3 белый король | g7 чёрный слон · c6 чёрная пешка · e6 чёрная пешка · b5 чёрная пешка · c5 белая пешка · d5 чёрная пешка · f5 чёрная пешка · h5 чёрный король · a4 чёрная пешка · b4 белая пешка · d4 белая пешка · f4 белая пешка · a3 белая пешка · d3 белая пешка · e3 белый слон · h3 белый король | g7 чёрный слон · c6 чёрная пешка · e6 чёрная пешка · b5 чёрная пешка · c5 белая пешка · d5 чёрная пешка · f5 чёрная пешка · h5 чёрный король · a4 чёрная пешка · b4 белая пешка · d4 белая пешка · f4 белая пешка · a3 белая пешка · d3 белая пешка · e3 белый слон · h3 белый король | g7 чёрный слон · c6 чёрная пешка · e6 чёрная пешка · b5 чёрная пешка · c5 белая пешка · d5 чёрная пешка · f5 чёрная пешка · h5 чёрный король · a4 чёрная пешка · b4 белая пешка · d4 белая пешка · f4 белая пешка · a3 белая пешка · d3 белая пешка · e3 белый слон · h3 белый король | g7 чёрный слон · c6 чёрная пешка · e6 чёрная пешка · b5 чёрная пешка · c5 белая пешка · d5 чёрная пешка · f5 чёрная пешка · h5 чёрный король · a4 чёрная пешка · b4 белая пешка · d4 белая пешка · f4 белая пешка · a3 белая пешка · d3 белая пешка · e3 белый слон · h3 белый король | 8 |
| 7 | g7 чёрный слон · c6 чёрная пешка · e6 чёрная пешка · b5 чёрная пешка · c5 белая пешка · d5 чёрная пешка · f5 чёрная пешка · h5 чёрный король · a4 чёрная пешка · b4 белая пешка · d4 белая пешка · f4 белая пешка · a3 белая пешка · d3 белая пешка · e3 белый слон · h3 белый король | g7 чёрный слон · c6 чёрная пешка · e6 чёрная пешка · b5 чёрная пешка · c5 белая пешка · d5 чёрная пешка · f5 чёрная пешка · h5 чёрный король · a4 чёрная пешка · b4 белая пешка · d4 белая пешка · f4 белая пешка · a3 белая пешка · d3 белая пешка · e3 белый слон · h3 белый король | g7 чёрный слон · c6 чёрная пешка · e6 чёрная пешка · b5 чёрная пешка · c5 белая пешка · d5 чёрная пешка · f5 чёрная пешка · h5 чёрный король · a4 чёрная пешка · b4 белая пешка · d4 белая пешка · f4 белая пешка · a3 белая пешка · d3 белая пешка · e3 белый слон · h3 белый король | g7 чёрный слон · c6 чёрная пешка · e6 чёрная пешка · b5 чёрная пешка · c5 белая пешка · d5 чёрная пешка · f5 чёрная пешка · h5 чёрный король · a4 чёрная пешка · b4 белая пешка · d4 белая пешка · f4 белая пешка · a3 белая пешка · d3 белая пешка · e3 белый слон · h3 белый король | g7 чёрный слон · c6 чёрная пешка · e6 чёрная пешка · b5 чёрная пешка · c5 белая пешка · d5 чёрная пешка · f5 чёрная пешка · h5 чёрный король · a4 чёрная пешка · b4 белая пешка · d4 белая пешка · f4 белая пешка · a3 белая пешка · d3 белая пешка · e3 белый слон · h3 белый король | g7 чёрный слон · c6 чёрная пешка · e6 чёрная пешка · b5 чёрная пешка · c5 белая пешка · d5 чёрная пешка · f5 чёрная пешка · h5 чёрный король · a4 чёрная пешка · b4 белая пешка · d4 белая пешка · f4 белая пешка · a3 белая пешка · d3 белая пешка · e3 белый слон · h3 белый король | g7 чёрный слон · c6 чёрная пешка · e6 чёрная пешка · b5 чёрная пешка · c5 белая пешка · d5 чёрная пешка · f5 чёрная пешка · h5 чёрный король · a4 чёрная пешка · b4 белая пешка · d4 белая пешка · f4 белая пешка · a3 белая пешка · d3 белая пешка · e3 белый слон · h3 белый король | g7 чёрный слон · c6 чёрная пешка · e6 чёрная пешка · b5 чёрная пешка · c5 белая пешка · d5 чёрная пешка · f5 чёрная пешка · h5 чёрный король · a4 чёрная пешка · b4 белая пешка · d4 белая пешка · f4 белая пешка · a3 белая пешка · d3 белая пешка · e3 белый слон · h3 белый король | 7 |
| 6 | g7 чёрный слон · c6 чёрная пешка · e6 чёрная пешка · b5 чёрная пешка · c5 белая пешка · d5 чёрная пешка · f5 чёрная пешка · h5 чёрный король · a4 чёрная пешка · b4 белая пешка · d4 белая пешка · f4 белая пешка · a3 белая пешка · d3 белая пешка · e3 белый слон · h3 белый король | g7 чёрный слон · c6 чёрная пешка · e6 чёрная пешка · b5 чёрная пешка · c5 белая пешка · d5 чёрная пешка · f5 чёрная пешка · h5 чёрный король · a4 чёрная пешка · b4 белая пешка · d4 белая пешка · f4 белая пешка · a3 белая пешка · d3 белая пешка · e3 белый слон · h3 белый король | g7 чёрный слон · c6 чёрная пешка · e6 чёрная пешка · b5 чёрная пешка · c5 белая пешка · d5 чёрная пешка · f5 чёрная пешка · h5 чёрный король · a4 чёрная пешка · b4 белая пешка · d4 белая пешка · f4 белая пешка · a3 белая пешка · d3 белая пешка · e3 белый слон · h3 белый король | g7 чёрный слон · c6 чёрная пешка · e6 чёрная пешка · b5 чёрная пешка · c5 белая пешка · d5 чёрная пешка · f5 чёрная пешка · h5 чёрный король · a4 чёрная пешка · b4 белая пешка · d4 белая пешка · f4 белая пешка · a3 белая пешка · d3 белая пешка · e3 белый слон · h3 белый король | g7 чёрный слон · c6 чёрная пешка · e6 чёрная пешка · b5 чёрная пешка · c5 белая пешка · d5 чёрная пешка · f5 чёрная пешка · h5 чёрный король · a4 чёрная пешка · b4 белая пешка · d4 белая пешка · f4 белая пешка · a3 белая пешка · d3 белая пешка · e3 белый слон · h3 белый король | g7 чёрный слон · c6 чёрная пешка · e6 чёрная пешка · b5 чёрная пешка · c5 белая пешка · d5 чёрная пешка · f5 чёрная пешка · h5 чёрный король · a4 чёрная пешка · b4 белая пешка · d4 белая пешка · f4 белая пешка · a3 белая пешка · d3 белая пешка · e3 белый слон · h3 белый король | g7 чёрный слон · c6 чёрная пешка · e6 чёрная пешка · b5 чёрная пешка · c5 белая пешка · d5 чёрная пешка · f5 чёрная пешка · h5 чёрный король · a4 чёрная пешка · b4 белая пешка · d4 белая пешка · f4 белая пешка · a3 белая пешка · d3 белая пешка · e3 белый слон · h3 белый король | g7 чёрный слон · c6 чёрная пешка · e6 чёрная пешка · b5 чёрная пешка · c5 белая пешка · d5 чёрная пешка · f5 чёрная пешка · h5 чёрный король · a4 чёрная пешка · b4 белая пешка · d4 белая пешка · f4 белая пешка · a3 белая пешка · d3 белая пешка · e3 белый слон · h3 белый король | 6 |
| 5 | g7 чёрный слон · c6 чёрная пешка · e6 чёрная пешка · b5 чёрная пешка · c5 белая пешка · d5 чёрная пешка · f5 чёрная пешка · h5 чёрный король · a4 чёрная пешка · b4 белая пешка · d4 белая пешка · f4 белая пешка · a3 белая пешка · d3 белая пешка · e3 белый слон · h3 белый король | g7 чёрный слон · c6 чёрная пешка · e6 чёрная пешка · b5 чёрная пешка · c5 белая пешка · d5 чёрная пешка · f5 чёрная пешка · h5 чёрный король · a4 чёрная пешка · b4 белая пешка · d4 белая пешка · f4 белая пешка · a3 белая пешка · d3 белая пешка · e3 белый слон · h3 белый король | g7 чёрный слон · c6 чёрная пешка · e6 чёрная пешка · b5 чёрная пешка · c5 белая пешка · d5 чёрная пешка · f5 чёрная пешка · h5 чёрный король · a4 чёрная пешка · b4 белая пешка · d4 белая пешка · f4 белая пешка · a3 белая пешка · d3 белая пешка · e3 белый слон · h3 белый король | g7 чёрный слон · c6 чёрная пешка · e6 чёрная пешка · b5 чёрная пешка · c5 белая пешка · d5 чёрная пешка · f5 чёрная пешка · h5 чёрный король · a4 чёрная пешка · b4 белая пешка · d4 белая пешка · f4 белая пешка · a3 белая пешка · d3 белая пешка · e3 белый слон · h3 белый король | g7 чёрный слон · c6 чёрная пешка · e6 чёрная пешка · b5 чёрная пешка · c5 белая пешка · d5 чёрная пешка · f5 чёрная пешка · h5 чёрный король · a4 чёрная пешка · b4 белая пешка · d4 белая пешка · f4 белая пешка · a3 белая пешка · d3 белая пешка · e3 белый слон · h3 белый король | g7 чёрный слон · c6 чёрная пешка · e6 чёрная пешка · b5 чёрная пешка · c5 белая пешка · d5 чёрная пешка · f5 чёрная пешка · h5 чёрный король · a4 чёрная пешка · b4 белая пешка · d4 белая пешка · f4 белая пешка · a3 белая пешка · d3 белая пешка · e3 белый слон · h3 белый король | g7 чёрный слон · c6 чёрная пешка · e6 чёрная пешка · b5 чёрная пешка · c5 белая пешка · d5 чёрная пешка · f5 чёрная пешка · h5 чёрный король · a4 чёрная пешка · b4 белая пешка · d4 белая пешка · f4 белая пешка · a3 белая пешка · d3 белая пешка · e3 белый слон · h3 белый король | g7 чёрный слон · c6 чёрная пешка · e6 чёрная пешка · b5 чёрная пешка · c5 белая пешка · d5 чёрная пешка · f5 чёрная пешка · h5 чёрный король · a4 чёрная пешка · b4 белая пешка · d4 белая пешка · f4 белая пешка · a3 белая пешка · d3 белая пешка · e3 белый слон · h3 белый король | 5 |
| 4 | g7 чёрный слон · c6 чёрная пешка · e6 чёрная пешка · b5 чёрная пешка · c5 белая пешка · d5 чёрная пешка · f5 чёрная пешка · h5 чёрный король · a4 чёрная пешка · b4 белая пешка · d4 белая пешка · f4 белая пешка · a3 белая пешка · d3 белая пешка · e3 белый слон · h3 белый король | g7 чёрный слон · c6 чёрная пешка · e6 чёрная пешка · b5 чёрная пешка · c5 белая пешка · d5 чёрная пешка · f5 чёрная пешка · h5 чёрный король · a4 чёрная пешка · b4 белая пешка · d4 белая пешка · f4 белая пешка · a3 белая пешка · d3 белая пешка · e3 белый слон · h3 белый король | g7 чёрный слон · c6 чёрная пешка · e6 чёрная пешка · b5 чёрная пешка · c5 белая пешка · d5 чёрная пешка · f5 чёрная пешка · h5 чёрный король · a4 чёрная пешка · b4 белая пешка · d4 белая пешка · f4 белая пешка · a3 белая пешка · d3 белая пешка · e3 белый слон · h3 белый король | g7 чёрный слон · c6 чёрная пешка · e6 чёрная пешка · b5 чёрная пешка · c5 белая пешка · d5 чёрная пешка · f5 чёрная пешка · h5 чёрный король · a4 чёрная пешка · b4 белая пешка · d4 белая пешка · f4 белая пешка · a3 белая пешка · d3 белая пешка · e3 белый слон · h3 белый король | g7 чёрный слон · c6 чёрная пешка · e6 чёрная пешка · b5 чёрная пешка · c5 белая пешка · d5 чёрная пешка · f5 чёрная пешка · h5 чёрный король · a4 чёрная пешка · b4 белая пешка · d4 белая пешка · f4 белая пешка · a3 белая пешка · d3 белая пешка · e3 белый слон · h3 белый король | g7 чёрный слон · c6 чёрная пешка · e6 чёрная пешка · b5 чёрная пешка · c5 белая пешка · d5 чёрная пешка · f5 чёрная пешка · h5 чёрный король · a4 чёрная пешка · b4 белая пешка · d4 белая пешка · f4 белая пешка · a3 белая пешка · d3 белая пешка · e3 белый слон · h3 белый король | g7 чёрный слон · c6 чёрная пешка · e6 чёрная пешка · b5 чёрная пешка · c5 белая пешка · d5 чёрная пешка · f5 чёрная пешка · h5 чёрный король · a4 чёрная пешка · b4 белая пешка · d4 белая пешка · f4 белая пешка · a3 белая пешка · d3 белая пешка · e3 белый слон · h3 белый король | g7 чёрный слон · c6 чёрная пешка · e6 чёрная пешка · b5 чёрная пешка · c5 белая пешка · d5 чёрная пешка · f5 чёрная пешка · h5 чёрный король · a4 чёрная пешка · b4 белая пешка · d4 белая пешка · f4 белая пешка · a3 белая пешка · d3 белая пешка · e3 белый слон · h3 белый король | 4 |
| 3 | g7 чёрный слон · c6 чёрная пешка · e6 чёрная пешка · b5 чёрная пешка · c5 белая пешка · d5 чёрная пешка · f5 чёрная пешка · h5 чёрный король · a4 чёрная пешка · b4 белая пешка · d4 белая пешка · f4 белая пешка · a3 белая пешка · d3 белая пешка · e3 белый слон · h3 белый король | g7 чёрный слон · c6 чёрная пешка · e6 чёрная пешка · b5 чёрная пешка · c5 белая пешка · d5 чёрная пешка · f5 чёрная пешка · h5 чёрный король · a4 чёрная пешка · b4 белая пешка · d4 белая пешка · f4 белая пешка · a3 белая пешка · d3 белая пешка · e3 белый слон · h3 белый король | g7 чёрный слон · c6 чёрная пешка · e6 чёрная пешка · b5 чёрная пешка · c5 белая пешка · d5 чёрная пешка · f5 чёрная пешка · h5 чёрный король · a4 чёрная пешка · b4 белая пешка · d4 белая пешка · f4 белая пешка · a3 белая пешка · d3 белая пешка · e3 белый слон · h3 белый король | g7 чёрный слон · c6 чёрная пешка · e6 чёрная пешка · b5 чёрная пешка · c5 белая пешка · d5 чёрная пешка · f5 чёрная пешка · h5 чёрный король · a4 чёрная пешка · b4 белая пешка · d4 белая пешка · f4 белая пешка · a3 белая пешка · d3 белая пешка · e3 белый слон · h3 белый король | g7 чёрный слон · c6 чёрная пешка · e6 чёрная пешка · b5 чёрная пешка · c5 белая пешка · d5 чёрная пешка · f5 чёрная пешка · h5 чёрный король · a4 чёрная пешка · b4 белая пешка · d4 белая пешка · f4 белая пешка · a3 белая пешка · d3 белая пешка · e3 белый слон · h3 белый король | g7 чёрный слон · c6 чёрная пешка · e6 чёрная пешка · b5 чёрная пешка · c5 белая пешка · d5 чёрная пешка · f5 чёрная пешка · h5 чёрный король · a4 чёрная пешка · b4 белая пешка · d4 белая пешка · f4 белая пешка · a3 белая пешка · d3 белая пешка · e3 белый слон · h3 белый король | g7 чёрный слон · c6 чёрная пешка · e6 чёрная пешка · b5 чёрная пешка · c5 белая пешка · d5 чёрная пешка · f5 чёрная пешка · h5 чёрный король · a4 чёрная пешка · b4 белая пешка · d4 белая пешка · f4 белая пешка · a3 белая пешка · d3 белая пешка · e3 белый слон · h3 белый король | g7 чёрный слон · c6 чёрная пешка · e6 чёрная пешка · b5 чёрная пешка · c5 белая пешка · d5 чёрная пешка · f5 чёрная пешка · h5 чёрный король · a4 чёрная пешка · b4 белая пешка · d4 белая пешка · f4 белая пешка · a3 белая пешка · d3 белая пешка · e3 белый слон · h3 белый король | 3 |
| 2 | g7 чёрный слон · c6 чёрная пешка · e6 чёрная пешка · b5 чёрная пешка · c5 белая пешка · d5 чёрная пешка · f5 чёрная пешка · h5 чёрный король · a4 чёрная пешка · b4 белая пешка · d4 белая пешка · f4 белая пешка · a3 белая пешка · d3 белая пешка · e3 белый слон · h3 белый король | g7 чёрный слон · c6 чёрная пешка · e6 чёрная пешка · b5 чёрная пешка · c5 белая пешка · d5 чёрная пешка · f5 чёрная пешка · h5 чёрный король · a4 чёрная пешка · b4 белая пешка · d4 белая пешка · f4 белая пешка · a3 белая пешка · d3 белая пешка · e3 белый слон · h3 белый король | g7 чёрный слон · c6 чёрная пешка · e6 чёрная пешка · b5 чёрная пешка · c5 белая пешка · d5 чёрная пешка · f5 чёрная пешка · h5 чёрный король · a4 чёрная пешка · b4 белая пешка · d4 белая пешка · f4 белая пешка · a3 белая пешка · d3 белая пешка · e3 белый слон · h3 белый король | g7 чёрный слон · c6 чёрная пешка · e6 чёрная пешка · b5 чёрная пешка · c5 белая пешка · d5 чёрная пешка · f5 чёрная пешка · h5 чёрный король · a4 чёрная пешка · b4 белая пешка · d4 белая пешка · f4 белая пешка · a3 белая пешка · d3 белая пешка · e3 белый слон · h3 белый король | g7 чёрный слон · c6 чёрная пешка · e6 чёрная пешка · b5 чёрная пешка · c5 белая пешка · d5 чёрная пешка · f5 чёрная пешка · h5 чёрный король · a4 чёрная пешка · b4 белая пешка · d4 белая пешка · f4 белая пешка · a3 белая пешка · d3 белая пешка · e3 белый слон · h3 белый король | g7 чёрный слон · c6 чёрная пешка · e6 чёрная пешка · b5 чёрная пешка · c5 белая пешка · d5 чёрная пешка · f5 чёрная пешка · h5 чёрный король · a4 чёрная пешка · b4 белая пешка · d4 белая пешка · f4 белая пешка · a3 белая пешка · d3 белая пешка · e3 белый слон · h3 белый король | g7 чёрный слон · c6 чёрная пешка · e6 чёрная пешка · b5 чёрная пешка · c5 белая пешка · d5 чёрная пешка · f5 чёрная пешка · h5 чёрный король · a4 чёрная пешка · b4 белая пешка · d4 белая пешка · f4 белая пешка · a3 белая пешка · d3 белая пешка · e3 белый слон · h3 белый король | g7 чёрный слон · c6 чёрная пешка · e6 чёрная пешка · b5 чёрная пешка · c5 белая пешка · d5 чёрная пешка · f5 чёрная пешка · h5 чёрный король · a4 чёрная пешка · b4 белая пешка · d4 белая пешка · f4 белая пешка · a3 белая пешка · d3 белая пешка · e3 белый слон · h3 белый король | 2 |
| 1 | g7 чёрный слон · c6 чёрная пешка · e6 чёрная пешка · b5 чёрная пешка · c5 белая пешка · d5 чёрная пешка · f5 чёрная пешка · h5 чёрный король · a4 чёрная пешка · b4 белая пешка · d4 белая пешка · f4 белая пешка · a3 белая пешка · d3 белая пешка · e3 белый слон · h3 белый король | g7 чёрный слон · c6 чёрная пешка · e6 чёрная пешка · b5 чёрная пешка · c5 белая пешка · d5 чёрная пешка · f5 чёрная пешка · h5 чёрный король · a4 чёрная пешка · b4 белая пешка · d4 белая пешка · f4 белая пешка · a3 белая пешка · d3 белая пешка · e3 белый слон · h3 белый король | g7 чёрный слон · c6 чёрная пешка · e6 чёрная пешка · b5 чёрная пешка · c5 белая пешка · d5 чёрная пешка · f5 чёрная пешка · h5 чёрный король · a4 чёрная пешка · b4 белая пешка · d4 белая пешка · f4 белая пешка · a3 белая пешка · d3 белая пешка · e3 белый слон · h3 белый король | g7 чёрный слон · c6 чёрная пешка · e6 чёрная пешка · b5 чёрная пешка · c5 белая пешка · d5 чёрная пешка · f5 чёрная пешка · h5 чёрный король · a4 чёрная пешка · b4 белая пешка · d4 белая пешка · f4 белая пешка · a3 белая пешка · d3 белая пешка · e3 белый слон · h3 белый король | g7 чёрный слон · c6 чёрная пешка · e6 чёрная пешка · b5 чёрная пешка · c5 белая пешка · d5 чёрная пешка · f5 чёрная пешка · h5 чёрный король · a4 чёрная пешка · b4 белая пешка · d4 белая пешка · f4 белая пешка · a3 белая пешка · d3 белая пешка · e3 белый слон · h3 белый король | g7 чёрный слон · c6 чёрная пешка · e6 чёрная пешка · b5 чёрная пешка · c5 белая пешка · d5 чёрная пешка · f5 чёрная пешка · h5 чёрный король · a4 чёрная пешка · b4 белая пешка · d4 белая пешка · f4 белая пешка · a3 белая пешка · d3 белая пешка · e3 белый слон · h3 белый король | g7 чёрный слон · c6 чёрная пешка · e6 чёрная пешка · b5 чёрная пешка · c5 белая пешка · d5 чёрная пешка · f5 чёрная пешка · h5 чёрный король · a4 чёрная пешка · b4 белая пешка · d4 белая пешка · f4 белая пешка · a3 белая пешка · d3 белая пешка · e3 белый слон · h3 белый король | g7 чёрный слон · c6 чёрная пешка · e6 чёрная пешка · b5 чёрная пешка · c5 белая пешка · d5 чёрная пешка · f5 чёрная пешка · h5 чёрный король · a4 чёрная пешка · b4 белая пешка · d4 белая пешка · f4 белая пешка · a3 белая пешка · d3 белая пешка · e3 белый слон · h3 белый король | 1 |
|   | a | b | c | d | e | f | g | h |   |

Несмотря на материальное равенство, чёрные могут играть на победу. Они могут играть по «принципу двух слабостей». Первая слабость — это слабость белых пешек: d4, f4, a3. Однако пока не видно, как чёрные фигуры могут съесть их. Вторая слабость — это как раз угроза проникновения чёрных фигур в лагерь противника. Если, скажем, чёрный слон попадёт на поле e1, а чёрный король — на поле h4, то судьба партии будет решена. А достичь этого можно с помощью цугцванга. И всё же точной защитой, пользуясь теорией полей соответствия, белые могли добиться ничьей, как показал анализ гроссмейстера А. Юсупова. Основная пара полей обоюдного цугцванга для слонов: f2-f6. Как несложно убедиться, соответствуют друг другу также поля f2-f8 и d2-f8. 58…Сh6 59.Сd2? Проигрывает 59.Крg3 из-за 59…Сf8! 60.Крh3 Сe7 61.Сf2 Сf6, и белые в цугцванге, так как не могут защитить одновременно поля d4 и h4. Создавшаяся позиция уникальна и требует поистине тонкой игры. К ничьей вело только 59.Сc1!! Сf8 (59…Сg7 60.Сe3) 60.Сd2! (60.Сe3? Сe7 61.Сf2 Сf6) 60…Сe7 61.Сe1 Сd8 62.Сg3! Сf6 63.Сf2 и т. д. Выбирая каждый раз для слона соответственное поле, белые добиваются ничьей. 59…Сf8! Занимая своим слоном поле соответствия (d2-f8), чёрные выигрывают. 60.Сe1 Сg7 61.Сc3. Если 61.Сf2, то 61…Сf6, цугцванг. 61…Сf6. Теперь белый слон прикован к защите пешки d4. Поскольку плохо 62.Сb2 Сh4, остаётся только ходить королём. 62.Крg3 Сh8. Ничего не достигали чёрные ходом 62…Сh4+, так как после 63.Крf3 слон загораживает путь своему же королю и не успевает выиграть темп, атакуя пешку d4. Значит, на поле h4 надо попасть слоном в тот момент, когда пешка d4 не будет защищена, или же при положении белого короля на h3. И всё-таки, ход в тексте — излишняя тонкость, потому что проще всего вело к цели 62…Сe7! 63.Сd2 (63.Крh3 Сh4! или 63.Сb2 Сh4+ 64.Крf3 Сe1) 63…Сh4+ 64.Крf3 Сf6 65.Сe3 Крh4. Возникла позиция, которая в партии возникла после 68-го хода. 63.Сa1. В случае 63.Крh3 чёрные решали свою задачу путём 63…Сg7 64.Крg3 Сf6. 63…Сg7 64.Сb2 Сf8 65.Сc1 Сe7. Чёрные возвращаются к правильному плану. 66.Сd2 Сh4+! Теперь можно, поскольку белый слон не защищает пешку d4. 67.Крf3. На 67.Крh3 следует 67…Сf2 68.Сc3 Сe3 69.Крg3 Сc1. 67…Сf6 68.Сe3 Крh4! Это вторжение решает. 69.Сf2+ Крh3 70.Сe3 Сh4 71.Сd2 Крh2 72.Сc3 Крg1 73.Сd2 Сf2. Глядя на начальную позицию, трудно поверить, что вскоре чёрные фигуры проникнут так глубоко в лагерь противника. 74.Сc1. Или 74.Сc3 Крf1 75.Сb2 Сh4 с последующим 76…Сe1 и 77…Сd2. 74…Крf1. Ещё не поздно было ошибиться: 74…С:d4?? 75.Сe3+ С:e3 76.Кр:e3 с ничейным пешечным окончанием, так как белые проводят в ферзи свою пешку «с», а чёрные — пешку «d», и происходит это одновременно. 75.Сb2 Сe1 76.Сa1. 76.Крe3 Крg2, выигрывая пешку «f». 76…Сd2 77.Крg3 Крe2 78.Крh4 С:f4 79.Крh5 Сd2 80.Крg6 f4. Белые сдались.
|   | a | b | c | d | e | f | g | h |   |
| - | --- | --- | --- | --- | --- | --- | --- | --- | - |
| 8 | e7 чёрный слон · a6 чёрная пешка · c6 чёрный король · a5 белая пешка · c5 чёрная пешка · e5 чёрная пешка · g5 чёрная пешка · a4 белая пешка · c4 белый король · e4 белая пешка · g4 белая пешка · a3 белый слон · b3 белая пешка | e7 чёрный слон · a6 чёрная пешка · c6 чёрный король · a5 белая пешка · c5 чёрная пешка · e5 чёрная пешка · g5 чёрная пешка · a4 белая пешка · c4 белый король · e4 белая пешка · g4 белая пешка · a3 белый слон · b3 белая пешка | e7 чёрный слон · a6 чёрная пешка · c6 чёрный король · a5 белая пешка · c5 чёрная пешка · e5 чёрная пешка · g5 чёрная пешка · a4 белая пешка · c4 белый король · e4 белая пешка · g4 белая пешка · a3 белый слон · b3 белая пешка | e7 чёрный слон · a6 чёрная пешка · c6 чёрный король · a5 белая пешка · c5 чёрная пешка · e5 чёрная пешка · g5 чёрная пешка · a4 белая пешка · c4 белый король · e4 белая пешка · g4 белая пешка · a3 белый слон · b3 белая пешка | e7 чёрный слон · a6 чёрная пешка · c6 чёрный король · a5 белая пешка · c5 чёрная пешка · e5 чёрная пешка · g5 чёрная пешка · a4 белая пешка · c4 белый король · e4 белая пешка · g4 белая пешка · a3 белый слон · b3 белая пешка | e7 чёрный слон · a6 чёрная пешка · c6 чёрный король · a5 белая пешка · c5 чёрная пешка · e5 чёрная пешка · g5 чёрная пешка · a4 белая пешка · c4 белый король · e4 белая пешка · g4 белая пешка · a3 белый слон · b3 белая пешка | e7 чёрный слон · a6 чёрная пешка · c6 чёрный король · a5 белая пешка · c5 чёрная пешка · e5 чёрная пешка · g5 чёрная пешка · a4 белая пешка · c4 белый король · e4 белая пешка · g4 белая пешка · a3 белый слон · b3 белая пешка | e7 чёрный слон · a6 чёрная пешка · c6 чёрный король · a5 белая пешка · c5 чёрная пешка · e5 чёрная пешка · g5 чёрная пешка · a4 белая пешка · c4 белый король · e4 белая пешка · g4 белая пешка · a3 белый слон · b3 белая пешка | 8 |
| 7 | e7 чёрный слон · a6 чёрная пешка · c6 чёрный король · a5 белая пешка · c5 чёрная пешка · e5 чёрная пешка · g5 чёрная пешка · a4 белая пешка · c4 белый король · e4 белая пешка · g4 белая пешка · a3 белый слон · b3 белая пешка | e7 чёрный слон · a6 чёрная пешка · c6 чёрный король · a5 белая пешка · c5 чёрная пешка · e5 чёрная пешка · g5 чёрная пешка · a4 белая пешка · c4 белый король · e4 белая пешка · g4 белая пешка · a3 белый слон · b3 белая пешка | e7 чёрный слон · a6 чёрная пешка · c6 чёрный король · a5 белая пешка · c5 чёрная пешка · e5 чёрная пешка · g5 чёрная пешка · a4 белая пешка · c4 белый король · e4 белая пешка · g4 белая пешка · a3 белый слон · b3 белая пешка | e7 чёрный слон · a6 чёрная пешка · c6 чёрный король · a5 белая пешка · c5 чёрная пешка · e5 чёрная пешка · g5 чёрная пешка · a4 белая пешка · c4 белый король · e4 белая пешка · g4 белая пешка · a3 белый слон · b3 белая пешка | e7 чёрный слон · a6 чёрная пешка · c6 чёрный король · a5 белая пешка · c5 чёрная пешка · e5 чёрная пешка · g5 чёрная пешка · a4 белая пешка · c4 белый король · e4 белая пешка · g4 белая пешка · a3 белый слон · b3 белая пешка | e7 чёрный слон · a6 чёрная пешка · c6 чёрный король · a5 белая пешка · c5 чёрная пешка · e5 чёрная пешка · g5 чёрная пешка · a4 белая пешка · c4 белый король · e4 белая пешка · g4 белая пешка · a3 белый слон · b3 белая пешка | e7 чёрный слон · a6 чёрная пешка · c6 чёрный король · a5 белая пешка · c5 чёрная пешка · e5 чёрная пешка · g5 чёрная пешка · a4 белая пешка · c4 белый король · e4 белая пешка · g4 белая пешка · a3 белый слон · b3 белая пешка | e7 чёрный слон · a6 чёрная пешка · c6 чёрный король · a5 белая пешка · c5 чёрная пешка · e5 чёрная пешка · g5 чёрная пешка · a4 белая пешка · c4 белый король · e4 белая пешка · g4 белая пешка · a3 белый слон · b3 белая пешка | 7 |
| 6 | e7 чёрный слон · a6 чёрная пешка · c6 чёрный король · a5 белая пешка · c5 чёрная пешка · e5 чёрная пешка · g5 чёрная пешка · a4 белая пешка · c4 белый король · e4 белая пешка · g4 белая пешка · a3 белый слон · b3 белая пешка | e7 чёрный слон · a6 чёрная пешка · c6 чёрный король · a5 белая пешка · c5 чёрная пешка · e5 чёрная пешка · g5 чёрная пешка · a4 белая пешка · c4 белый король · e4 белая пешка · g4 белая пешка · a3 белый слон · b3 белая пешка | e7 чёрный слон · a6 чёрная пешка · c6 чёрный король · a5 белая пешка · c5 чёрная пешка · e5 чёрная пешка · g5 чёрная пешка · a4 белая пешка · c4 белый король · e4 белая пешка · g4 белая пешка · a3 белый слон · b3 белая пешка | e7 чёрный слон · a6 чёрная пешка · c6 чёрный король · a5 белая пешка · c5 чёрная пешка · e5 чёрная пешка · g5 чёрная пешка · a4 белая пешка · c4 белый король · e4 белая пешка · g4 белая пешка · a3 белый слон · b3 белая пешка | e7 чёрный слон · a6 чёрная пешка · c6 чёрный король · a5 белая пешка · c5 чёрная пешка · e5 чёрная пешка · g5 чёрная пешка · a4 белая пешка · c4 белый король · e4 белая пешка · g4 белая пешка · a3 белый слон · b3 белая пешка | e7 чёрный слон · a6 чёрная пешка · c6 чёрный король · a5 белая пешка · c5 чёрная пешка · e5 чёрная пешка · g5 чёрная пешка · a4 белая пешка · c4 белый король · e4 белая пешка · g4 белая пешка · a3 белый слон · b3 белая пешка | e7 чёрный слон · a6 чёрная пешка · c6 чёрный король · a5 белая пешка · c5 чёрная пешка · e5 чёрная пешка · g5 чёрная пешка · a4 белая пешка · c4 белый король · e4 белая пешка · g4 белая пешка · a3 белый слон · b3 белая пешка | e7 чёрный слон · a6 чёрная пешка · c6 чёрный король · a5 белая пешка · c5 чёрная пешка · e5 чёрная пешка · g5 чёрная пешка · a4 белая пешка · c4 белый король · e4 белая пешка · g4 белая пешка · a3 белый слон · b3 белая пешка | 6 |
| 5 | e7 чёрный слон · a6 чёрная пешка · c6 чёрный король · a5 белая пешка · c5 чёрная пешка · e5 чёрная пешка · g5 чёрная пешка · a4 белая пешка · c4 белый король · e4 белая пешка · g4 белая пешка · a3 белый слон · b3 белая пешка | e7 чёрный слон · a6 чёрная пешка · c6 чёрный король · a5 белая пешка · c5 чёрная пешка · e5 чёрная пешка · g5 чёрная пешка · a4 белая пешка · c4 белый король · e4 белая пешка · g4 белая пешка · a3 белый слон · b3 белая пешка | e7 чёрный слон · a6 чёрная пешка · c6 чёрный король · a5 белая пешка · c5 чёрная пешка · e5 чёрная пешка · g5 чёрная пешка · a4 белая пешка · c4 белый король · e4 белая пешка · g4 белая пешка · a3 белый слон · b3 белая пешка | e7 чёрный слон · a6 чёрная пешка · c6 чёрный король · a5 белая пешка · c5 чёрная пешка · e5 чёрная пешка · g5 чёрная пешка · a4 белая пешка · c4 белый король · e4 белая пешка · g4 белая пешка · a3 белый слон · b3 белая пешка | e7 чёрный слон · a6 чёрная пешка · c6 чёрный король · a5 белая пешка · c5 чёрная пешка · e5 чёрная пешка · g5 чёрная пешка · a4 белая пешка · c4 белый король · e4 белая пешка · g4 белая пешка · a3 белый слон · b3 белая пешка | e7 чёрный слон · a6 чёрная пешка · c6 чёрный король · a5 белая пешка · c5 чёрная пешка · e5 чёрная пешка · g5 чёрная пешка · a4 белая пешка · c4 белый король · e4 белая пешка · g4 белая пешка · a3 белый слон · b3 белая пешка | e7 чёрный слон · a6 чёрная пешка · c6 чёрный король · a5 белая пешка · c5 чёрная пешка · e5 чёрная пешка · g5 чёрная пешка · a4 белая пешка · c4 белый король · e4 белая пешка · g4 белая пешка · a3 белый слон · b3 белая пешка | e7 чёрный слон · a6 чёрная пешка · c6 чёрный король · a5 белая пешка · c5 чёрная пешка · e5 чёрная пешка · g5 чёрная пешка · a4 белая пешка · c4 белый король · e4 белая пешка · g4 белая пешка · a3 белый слон · b3 белая пешка | 5 |
| 4 | e7 чёрный слон · a6 чёрная пешка · c6 чёрный король · a5 белая пешка · c5 чёрная пешка · e5 чёрная пешка · g5 чёрная пешка · a4 белая пешка · c4 белый король · e4 белая пешка · g4 белая пешка · a3 белый слон · b3 белая пешка | e7 чёрный слон · a6 чёрная пешка · c6 чёрный король · a5 белая пешка · c5 чёрная пешка · e5 чёрная пешка · g5 чёрная пешка · a4 белая пешка · c4 белый король · e4 белая пешка · g4 белая пешка · a3 белый слон · b3 белая пешка | e7 чёрный слон · a6 чёрная пешка · c6 чёрный король · a5 белая пешка · c5 чёрная пешка · e5 чёрная пешка · g5 чёрная пешка · a4 белая пешка · c4 белый король · e4 белая пешка · g4 белая пешка · a3 белый слон · b3 белая пешка | e7 чёрный слон · a6 чёрная пешка · c6 чёрный король · a5 белая пешка · c5 чёрная пешка · e5 чёрная пешка · g5 чёрная пешка · a4 белая пешка · c4 белый король · e4 белая пешка · g4 белая пешка · a3 белый слон · b3 белая пешка | e7 чёрный слон · a6 чёрная пешка · c6 чёрный король · a5 белая пешка · c5 чёрная пешка · e5 чёрная пешка · g5 чёрная пешка · a4 белая пешка · c4 белый король · e4 белая пешка · g4 белая пешка · a3 белый слон · b3 белая пешка | e7 чёрный слон · a6 чёрная пешка · c6 чёрный король · a5 белая пешка · c5 чёрная пешка · e5 чёрная пешка · g5 чёрная пешка · a4 белая пешка · c4 белый король · e4 белая пешка · g4 белая пешка · a3 белый слон · b3 белая пешка | e7 чёрный слон · a6 чёрная пешка · c6 чёрный король · a5 белая пешка · c5 чёрная пешка · e5 чёрная пешка · g5 чёрная пешка · a4 белая пешка · c4 белый король · e4 белая пешка · g4 белая пешка · a3 белый слон · b3 белая пешка | e7 чёрный слон · a6 чёрная пешка · c6 чёрный король · a5 белая пешка · c5 чёрная пешка · e5 чёрная пешка · g5 чёрная пешка · a4 белая пешка · c4 белый король · e4 белая пешка · g4 белая пешка · a3 белый слон · b3 белая пешка | 4 |
| 3 | e7 чёрный слон · a6 чёрная пешка · c6 чёрный король · a5 белая пешка · c5 чёрная пешка · e5 чёрная пешка · g5 чёрная пешка · a4 белая пешка · c4 белый король · e4 белая пешка · g4 белая пешка · a3 белый слон · b3 белая пешка | e7 чёрный слон · a6 чёрная пешка · c6 чёрный король · a5 белая пешка · c5 чёрная пешка · e5 чёрная пешка · g5 чёрная пешка · a4 белая пешка · c4 белый король · e4 белая пешка · g4 белая пешка · a3 белый слон · b3 белая пешка | e7 чёрный слон · a6 чёрная пешка · c6 чёрный король · a5 белая пешка · c5 чёрная пешка · e5 чёрная пешка · g5 чёрная пешка · a4 белая пешка · c4 белый король · e4 белая пешка · g4 белая пешка · a3 белый слон · b3 белая пешка | e7 чёрный слон · a6 чёрная пешка · c6 чёрный король · a5 белая пешка · c5 чёрная пешка · e5 чёрная пешка · g5 чёрная пешка · a4 белая пешка · c4 белый король · e4 белая пешка · g4 белая пешка · a3 белый слон · b3 белая пешка | e7 чёрный слон · a6 чёрная пешка · c6 чёрный король · a5 белая пешка · c5 чёрная пешка · e5 чёрная пешка · g5 чёрная пешка · a4 белая пешка · c4 белый король · e4 белая пешка · g4 белая пешка · a3 белый слон · b3 белая пешка | e7 чёрный слон · a6 чёрная пешка · c6 чёрный король · a5 белая пешка · c5 чёрная пешка · e5 чёрная пешка · g5 чёрная пешка · a4 белая пешка · c4 белый король · e4 белая пешка · g4 белая пешка · a3 белый слон · b3 белая пешка | e7 чёрный слон · a6 чёрная пешка · c6 чёрный король · a5 белая пешка · c5 чёрная пешка · e5 чёрная пешка · g5 чёрная пешка · a4 белая пешка · c4 белый король · e4 белая пешка · g4 белая пешка · a3 белый слон · b3 белая пешка | e7 чёрный слон · a6 чёрная пешка · c6 чёрный король · a5 белая пешка · c5 чёрная пешка · e5 чёрная пешка · g5 чёрная пешка · a4 белая пешка · c4 белый король · e4 белая пешка · g4 белая пешка · a3 белый слон · b3 белая пешка | 3 |
| 2 | e7 чёрный слон · a6 чёрная пешка · c6 чёрный король · a5 белая пешка · c5 чёрная пешка · e5 чёрная пешка · g5 чёрная пешка · a4 белая пешка · c4 белый король · e4 белая пешка · g4 белая пешка · a3 белый слон · b3 белая пешка | e7 чёрный слон · a6 чёрная пешка · c6 чёрный король · a5 белая пешка · c5 чёрная пешка · e5 чёрная пешка · g5 чёрная пешка · a4 белая пешка · c4 белый король · e4 белая пешка · g4 белая пешка · a3 белый слон · b3 белая пешка | e7 чёрный слон · a6 чёрная пешка · c6 чёрный король · a5 белая пешка · c5 чёрная пешка · e5 чёрная пешка · g5 чёрная пешка · a4 белая пешка · c4 белый король · e4 белая пешка · g4 белая пешка · a3 белый слон · b3 белая пешка | e7 чёрный слон · a6 чёрная пешка · c6 чёрный король · a5 белая пешка · c5 чёрная пешка · e5 чёрная пешка · g5 чёрная пешка · a4 белая пешка · c4 белый король · e4 белая пешка · g4 белая пешка · a3 белый слон · b3 белая пешка | e7 чёрный слон · a6 чёрная пешка · c6 чёрный король · a5 белая пешка · c5 чёрная пешка · e5 чёрная пешка · g5 чёрная пешка · a4 белая пешка · c4 белый король · e4 белая пешка · g4 белая пешка · a3 белый слон · b3 белая пешка | e7 чёрный слон · a6 чёрная пешка · c6 чёрный король · a5 белая пешка · c5 чёрная пешка · e5 чёрная пешка · g5 чёрная пешка · a4 белая пешка · c4 белый король · e4 белая пешка · g4 белая пешка · a3 белый слон · b3 белая пешка | e7 чёрный слон · a6 чёрная пешка · c6 чёрный король · a5 белая пешка · c5 чёрная пешка · e5 чёрная пешка · g5 чёрная пешка · a4 белая пешка · c4 белый король · e4 белая пешка · g4 белая пешка · a3 белый слон · b3 белая пешка | e7 чёрный слон · a6 чёрная пешка · c6 чёрный король · a5 белая пешка · c5 чёрная пешка · e5 чёрная пешка · g5 чёрная пешка · a4 белая пешка · c4 белый король · e4 белая пешка · g4 белая пешка · a3 белый слон · b3 белая пешка | 2 |
| 1 | e7 чёрный слон · a6 чёрная пешка · c6 чёрный король · a5 белая пешка · c5 чёрная пешка · e5 чёрная пешка · g5 чёрная пешка · a4 белая пешка · c4 белый король · e4 белая пешка · g4 белая пешка · a3 белый слон · b3 белая пешка | e7 чёрный слон · a6 чёрная пешка · c6 чёрный король · a5 белая пешка · c5 чёрная пешка · e5 чёрная пешка · g5 чёрная пешка · a4 белая пешка · c4 белый король · e4 белая пешка · g4 белая пешка · a3 белый слон · b3 белая пешка | e7 чёрный слон · a6 чёрная пешка · c6 чёрный король · a5 белая пешка · c5 чёрная пешка · e5 чёрная пешка · g5 чёрная пешка · a4 белая пешка · c4 белый король · e4 белая пешка · g4 белая пешка · a3 белый слон · b3 белая пешка | e7 чёрный слон · a6 чёрная пешка · c6 чёрный король · a5 белая пешка · c5 чёрная пешка · e5 чёрная пешка · g5 чёрная пешка · a4 белая пешка · c4 белый король · e4 белая пешка · g4 белая пешка · a3 белый слон · b3 белая пешка | e7 чёрный слон · a6 чёрная пешка · c6 чёрный король · a5 белая пешка · c5 чёрная пешка · e5 чёрная пешка · g5 чёрная пешка · a4 белая пешка · c4 белый король · e4 белая пешка · g4 белая пешка · a3 белый слон · b3 белая пешка | e7 чёрный слон · a6 чёрная пешка · c6 чёрный король · a5 белая пешка · c5 чёрная пешка · e5 чёрная пешка · g5 чёрная пешка · a4 белая пешка · c4 белый король · e4 белая пешка · g4 белая пешка · a3 белый слон · b3 белая пешка | e7 чёрный слон · a6 чёрная пешка · c6 чёрный король · a5 белая пешка · c5 чёрная пешка · e5 чёрная пешка · g5 чёрная пешка · a4 белая пешка · c4 белый король · e4 белая пешка · g4 белая пешка · a3 белый слон · b3 белая пешка | e7 чёрный слон · a6 чёрная пешка · c6 чёрный король · a5 белая пешка · c5 чёрная пешка · e5 чёрная пешка · g5 чёрная пешка · a4 белая пешка · c4 белый король · e4 белая пешка · g4 белая пешка · a3 белый слон · b3 белая пешка | 1 |
|   | a | b | c | d | e | f | g | h |   |

Вот ещё один пример «полей соответствия» в блокированных позициях. Нельзя сразу переходить в пешечное окончание: 1.b4? cb 2.С:b4 С:b4 3.Кр:b4 Крd6 с ничьей, так как белому королю негде прорваться. Белым надо передать очередь хода противнику, так как на 1…Сd6 или 1…Сf8 решает 2.Сc1 Сe7 3.Сe3 с выигрышем пешки. Таблица полей соответствия будет выглядеть следующим образом: а) a3 (e3) — e7; б) d2 (b2) — f6; в) c1 — d8; г) a1 (e1, g3) — g7; д) c3 — h8; е) f2 — f8. Наличие у белых запасных полей свидетельствует о том, что чёрным не удастся вечно выдерживать соответствие. Таким образом, белые выигрывают следующим образом: 1.Сb2 Сf6 2.Сc3 Сh8 3.Сe1 Сg7 4.Сg3!, и чёрные теряют соответствие. Здесь они должны были бы поставить своего слона на g7, но он уже стоит там. Дальнейшее просто: 4…Сf6 5.Сf2 Сe7 6.Сe3 и т. д. Если добавить в эту позицию белую и чёрную пешки соответственно на h3 и h4, то белый слон лишится поля g3, необходимого для манёвров, и белые не смогут выиграть.
|   | a | b | c | d | e | f | g | h |   |
| - | --- | --- | --- | --- | --- | --- | --- | --- | - |
| 8 | f7 чёрная пешка · g6 чёрная пешка · h6 чёрный слон · h5 чёрная пешка · c4 чёрный король · g4 белая пешка · h4 белый слон · d3 чёрная пешка · f3 белая пешка · h3 белая пешка · d1 белый король | f7 чёрная пешка · g6 чёрная пешка · h6 чёрный слон · h5 чёрная пешка · c4 чёрный король · g4 белая пешка · h4 белый слон · d3 чёрная пешка · f3 белая пешка · h3 белая пешка · d1 белый король | f7 чёрная пешка · g6 чёрная пешка · h6 чёрный слон · h5 чёрная пешка · c4 чёрный король · g4 белая пешка · h4 белый слон · d3 чёрная пешка · f3 белая пешка · h3 белая пешка · d1 белый король | f7 чёрная пешка · g6 чёрная пешка · h6 чёрный слон · h5 чёрная пешка · c4 чёрный король · g4 белая пешка · h4 белый слон · d3 чёрная пешка · f3 белая пешка · h3 белая пешка · d1 белый король | f7 чёрная пешка · g6 чёрная пешка · h6 чёрный слон · h5 чёрная пешка · c4 чёрный король · g4 белая пешка · h4 белый слон · d3 чёрная пешка · f3 белая пешка · h3 белая пешка · d1 белый король | f7 чёрная пешка · g6 чёрная пешка · h6 чёрный слон · h5 чёрная пешка · c4 чёрный король · g4 белая пешка · h4 белый слон · d3 чёрная пешка · f3 белая пешка · h3 белая пешка · d1 белый король | f7 чёрная пешка · g6 чёрная пешка · h6 чёрный слон · h5 чёрная пешка · c4 чёрный король · g4 белая пешка · h4 белый слон · d3 чёрная пешка · f3 белая пешка · h3 белая пешка · d1 белый король | f7 чёрная пешка · g6 чёрная пешка · h6 чёрный слон · h5 чёрная пешка · c4 чёрный король · g4 белая пешка · h4 белый слон · d3 чёрная пешка · f3 белая пешка · h3 белая пешка · d1 белый король | 8 |
| 7 | f7 чёрная пешка · g6 чёрная пешка · h6 чёрный слон · h5 чёрная пешка · c4 чёрный король · g4 белая пешка · h4 белый слон · d3 чёрная пешка · f3 белая пешка · h3 белая пешка · d1 белый король | f7 чёрная пешка · g6 чёрная пешка · h6 чёрный слон · h5 чёрная пешка · c4 чёрный король · g4 белая пешка · h4 белый слон · d3 чёрная пешка · f3 белая пешка · h3 белая пешка · d1 белый король | f7 чёрная пешка · g6 чёрная пешка · h6 чёрный слон · h5 чёрная пешка · c4 чёрный король · g4 белая пешка · h4 белый слон · d3 чёрная пешка · f3 белая пешка · h3 белая пешка · d1 белый король | f7 чёрная пешка · g6 чёрная пешка · h6 чёрный слон · h5 чёрная пешка · c4 чёрный король · g4 белая пешка · h4 белый слон · d3 чёрная пешка · f3 белая пешка · h3 белая пешка · d1 белый король | f7 чёрная пешка · g6 чёрная пешка · h6 чёрный слон · h5 чёрная пешка · c4 чёрный король · g4 белая пешка · h4 белый слон · d3 чёрная пешка · f3 белая пешка · h3 белая пешка · d1 белый король | f7 чёрная пешка · g6 чёрная пешка · h6 чёрный слон · h5 чёрная пешка · c4 чёрный король · g4 белая пешка · h4 белый слон · d3 чёрная пешка · f3 белая пешка · h3 белая пешка · d1 белый король | f7 чёрная пешка · g6 чёрная пешка · h6 чёрный слон · h5 чёрная пешка · c4 чёрный король · g4 белая пешка · h4 белый слон · d3 чёрная пешка · f3 белая пешка · h3 белая пешка · d1 белый король | f7 чёрная пешка · g6 чёрная пешка · h6 чёрный слон · h5 чёрная пешка · c4 чёрный король · g4 белая пешка · h4 белый слон · d3 чёрная пешка · f3 белая пешка · h3 белая пешка · d1 белый король | 7 |
| 6 | f7 чёрная пешка · g6 чёрная пешка · h6 чёрный слон · h5 чёрная пешка · c4 чёрный король · g4 белая пешка · h4 белый слон · d3 чёрная пешка · f3 белая пешка · h3 белая пешка · d1 белый король | f7 чёрная пешка · g6 чёрная пешка · h6 чёрный слон · h5 чёрная пешка · c4 чёрный король · g4 белая пешка · h4 белый слон · d3 чёрная пешка · f3 белая пешка · h3 белая пешка · d1 белый король | f7 чёрная пешка · g6 чёрная пешка · h6 чёрный слон · h5 чёрная пешка · c4 чёрный король · g4 белая пешка · h4 белый слон · d3 чёрная пешка · f3 белая пешка · h3 белая пешка · d1 белый король | f7 чёрная пешка · g6 чёрная пешка · h6 чёрный слон · h5 чёрная пешка · c4 чёрный король · g4 белая пешка · h4 белый слон · d3 чёрная пешка · f3 белая пешка · h3 белая пешка · d1 белый король | f7 чёрная пешка · g6 чёрная пешка · h6 чёрный слон · h5 чёрная пешка · c4 чёрный король · g4 белая пешка · h4 белый слон · d3 чёрная пешка · f3 белая пешка · h3 белая пешка · d1 белый король | f7 чёрная пешка · g6 чёрная пешка · h6 чёрный слон · h5 чёрная пешка · c4 чёрный король · g4 белая пешка · h4 белый слон · d3 чёрная пешка · f3 белая пешка · h3 белая пешка · d1 белый король | f7 чёрная пешка · g6 чёрная пешка · h6 чёрный слон · h5 чёрная пешка · c4 чёрный король · g4 белая пешка · h4 белый слон · d3 чёрная пешка · f3 белая пешка · h3 белая пешка · d1 белый король | f7 чёрная пешка · g6 чёрная пешка · h6 чёрный слон · h5 чёрная пешка · c4 чёрный король · g4 белая пешка · h4 белый слон · d3 чёрная пешка · f3 белая пешка · h3 белая пешка · d1 белый король | 6 |
| 5 | f7 чёрная пешка · g6 чёрная пешка · h6 чёрный слон · h5 чёрная пешка · c4 чёрный король · g4 белая пешка · h4 белый слон · d3 чёрная пешка · f3 белая пешка · h3 белая пешка · d1 белый король | f7 чёрная пешка · g6 чёрная пешка · h6 чёрный слон · h5 чёрная пешка · c4 чёрный король · g4 белая пешка · h4 белый слон · d3 чёрная пешка · f3 белая пешка · h3 белая пешка · d1 белый король | f7 чёрная пешка · g6 чёрная пешка · h6 чёрный слон · h5 чёрная пешка · c4 чёрный король · g4 белая пешка · h4 белый слон · d3 чёрная пешка · f3 белая пешка · h3 белая пешка · d1 белый король | f7 чёрная пешка · g6 чёрная пешка · h6 чёрный слон · h5 чёрная пешка · c4 чёрный король · g4 белая пешка · h4 белый слон · d3 чёрная пешка · f3 белая пешка · h3 белая пешка · d1 белый король | f7 чёрная пешка · g6 чёрная пешка · h6 чёрный слон · h5 чёрная пешка · c4 чёрный король · g4 белая пешка · h4 белый слон · d3 чёрная пешка · f3 белая пешка · h3 белая пешка · d1 белый король | f7 чёрная пешка · g6 чёрная пешка · h6 чёрный слон · h5 чёрная пешка · c4 чёрный король · g4 белая пешка · h4 белый слон · d3 чёрная пешка · f3 белая пешка · h3 белая пешка · d1 белый король | f7 чёрная пешка · g6 чёрная пешка · h6 чёрный слон · h5 чёрная пешка · c4 чёрный король · g4 белая пешка · h4 белый слон · d3 чёрная пешка · f3 белая пешка · h3 белая пешка · d1 белый король | f7 чёрная пешка · g6 чёрная пешка · h6 чёрный слон · h5 чёрная пешка · c4 чёрный король · g4 белая пешка · h4 белый слон · d3 чёрная пешка · f3 белая пешка · h3 белая пешка · d1 белый король | 5 |
| 4 | f7 чёрная пешка · g6 чёрная пешка · h6 чёрный слон · h5 чёрная пешка · c4 чёрный король · g4 белая пешка · h4 белый слон · d3 чёрная пешка · f3 белая пешка · h3 белая пешка · d1 белый король | f7 чёрная пешка · g6 чёрная пешка · h6 чёрный слон · h5 чёрная пешка · c4 чёрный король · g4 белая пешка · h4 белый слон · d3 чёрная пешка · f3 белая пешка · h3 белая пешка · d1 белый король | f7 чёрная пешка · g6 чёрная пешка · h6 чёрный слон · h5 чёрная пешка · c4 чёрный король · g4 белая пешка · h4 белый слон · d3 чёрная пешка · f3 белая пешка · h3 белая пешка · d1 белый король | f7 чёрная пешка · g6 чёрная пешка · h6 чёрный слон · h5 чёрная пешка · c4 чёрный король · g4 белая пешка · h4 белый слон · d3 чёрная пешка · f3 белая пешка · h3 белая пешка · d1 белый король | f7 чёрная пешка · g6 чёрная пешка · h6 чёрный слон · h5 чёрная пешка · c4 чёрный король · g4 белая пешка · h4 белый слон · d3 чёрная пешка · f3 белая пешка · h3 белая пешка · d1 белый король | f7 чёрная пешка · g6 чёрная пешка · h6 чёрный слон · h5 чёрная пешка · c4 чёрный король · g4 белая пешка · h4 белый слон · d3 чёрная пешка · f3 белая пешка · h3 белая пешка · d1 белый король | f7 чёрная пешка · g6 чёрная пешка · h6 чёрный слон · h5 чёрная пешка · c4 чёрный король · g4 белая пешка · h4 белый слон · d3 чёрная пешка · f3 белая пешка · h3 белая пешка · d1 белый король | f7 чёрная пешка · g6 чёрная пешка · h6 чёрный слон · h5 чёрная пешка · c4 чёрный король · g4 белая пешка · h4 белый слон · d3 чёрная пешка · f3 белая пешка · h3 белая пешка · d1 белый король | 4 |
| 3 | f7 чёрная пешка · g6 чёрная пешка · h6 чёрный слон · h5 чёрная пешка · c4 чёрный король · g4 белая пешка · h4 белый слон · d3 чёрная пешка · f3 белая пешка · h3 белая пешка · d1 белый король | f7 чёрная пешка · g6 чёрная пешка · h6 чёрный слон · h5 чёрная пешка · c4 чёрный король · g4 белая пешка · h4 белый слон · d3 чёрная пешка · f3 белая пешка · h3 белая пешка · d1 белый король | f7 чёрная пешка · g6 чёрная пешка · h6 чёрный слон · h5 чёрная пешка · c4 чёрный король · g4 белая пешка · h4 белый слон · d3 чёрная пешка · f3 белая пешка · h3 белая пешка · d1 белый король | f7 чёрная пешка · g6 чёрная пешка · h6 чёрный слон · h5 чёрная пешка · c4 чёрный король · g4 белая пешка · h4 белый слон · d3 чёрная пешка · f3 белая пешка · h3 белая пешка · d1 белый король | f7 чёрная пешка · g6 чёрная пешка · h6 чёрный слон · h5 чёрная пешка · c4 чёрный король · g4 белая пешка · h4 белый слон · d3 чёрная пешка · f3 белая пешка · h3 белая пешка · d1 белый король | f7 чёрная пешка · g6 чёрная пешка · h6 чёрный слон · h5 чёрная пешка · c4 чёрный король · g4 белая пешка · h4 белый слон · d3 чёрная пешка · f3 белая пешка · h3 белая пешка · d1 белый король | f7 чёрная пешка · g6 чёрная пешка · h6 чёрный слон · h5 чёрная пешка · c4 чёрный король · g4 белая пешка · h4 белый слон · d3 чёрная пешка · f3 белая пешка · h3 белая пешка · d1 белый король | f7 чёрная пешка · g6 чёрная пешка · h6 чёрный слон · h5 чёрная пешка · c4 чёрный король · g4 белая пешка · h4 белый слон · d3 чёрная пешка · f3 белая пешка · h3 белая пешка · d1 белый король | 3 |
| 2 | f7 чёрная пешка · g6 чёрная пешка · h6 чёрный слон · h5 чёрная пешка · c4 чёрный король · g4 белая пешка · h4 белый слон · d3 чёрная пешка · f3 белая пешка · h3 белая пешка · d1 белый король | f7 чёрная пешка · g6 чёрная пешка · h6 чёрный слон · h5 чёрная пешка · c4 чёрный король · g4 белая пешка · h4 белый слон · d3 чёрная пешка · f3 белая пешка · h3 белая пешка · d1 белый король | f7 чёрная пешка · g6 чёрная пешка · h6 чёрный слон · h5 чёрная пешка · c4 чёрный король · g4 белая пешка · h4 белый слон · d3 чёрная пешка · f3 белая пешка · h3 белая пешка · d1 белый король | f7 чёрная пешка · g6 чёрная пешка · h6 чёрный слон · h5 чёрная пешка · c4 чёрный король · g4 белая пешка · h4 белый слон · d3 чёрная пешка · f3 белая пешка · h3 белая пешка · d1 белый король | f7 чёрная пешка · g6 чёрная пешка · h6 чёрный слон · h5 чёрная пешка · c4 чёрный король · g4 белая пешка · h4 белый слон · d3 чёрная пешка · f3 белая пешка · h3 белая пешка · d1 белый король | f7 чёрная пешка · g6 чёрная пешка · h6 чёрный слон · h5 чёрная пешка · c4 чёрный король · g4 белая пешка · h4 белый слон · d3 чёрная пешка · f3 белая пешка · h3 белая пешка · d1 белый король | f7 чёрная пешка · g6 чёрная пешка · h6 чёрный слон · h5 чёрная пешка · c4 чёрный король · g4 белая пешка · h4 белый слон · d3 чёрная пешка · f3 белая пешка · h3 белая пешка · d1 белый король | f7 чёрная пешка · g6 чёрная пешка · h6 чёрный слон · h5 чёрная пешка · c4 чёрный король · g4 белая пешка · h4 белый слон · d3 чёрная пешка · f3 белая пешка · h3 белая пешка · d1 белый король | 2 |
| 1 | f7 чёрная пешка · g6 чёрная пешка · h6 чёрный слон · h5 чёрная пешка · c4 чёрный король · g4 белая пешка · h4 белый слон · d3 чёрная пешка · f3 белая пешка · h3 белая пешка · d1 белый король | f7 чёрная пешка · g6 чёрная пешка · h6 чёрный слон · h5 чёрная пешка · c4 чёрный король · g4 белая пешка · h4 белый слон · d3 чёрная пешка · f3 белая пешка · h3 белая пешка · d1 белый король | f7 чёрная пешка · g6 чёрная пешка · h6 чёрный слон · h5 чёрная пешка · c4 чёрный король · g4 белая пешка · h4 белый слон · d3 чёрная пешка · f3 белая пешка · h3 белая пешка · d1 белый король | f7 чёрная пешка · g6 чёрная пешка · h6 чёрный слон · h5 чёрная пешка · c4 чёрный король · g4 белая пешка · h4 белый слон · d3 чёрная пешка · f3 белая пешка · h3 белая пешка · d1 белый король | f7 чёрная пешка · g6 чёрная пешка · h6 чёрный слон · h5 чёрная пешка · c4 чёрный король · g4 белая пешка · h4 белый слон · d3 чёрная пешка · f3 белая пешка · h3 белая пешка · d1 белый король | f7 чёрная пешка · g6 чёрная пешка · h6 чёрный слон · h5 чёрная пешка · c4 чёрный король · g4 белая пешка · h4 белый слон · d3 чёрная пешка · f3 белая пешка · h3 белая пешка · d1 белый король | f7 чёрная пешка · g6 чёрная пешка · h6 чёрный слон · h5 чёрная пешка · c4 чёрный король · g4 белая пешка · h4 белый слон · d3 чёрная пешка · f3 белая пешка · h3 белая пешка · d1 белый король | f7 чёрная пешка · g6 чёрная пешка · h6 чёрный слон · h5 чёрная пешка · c4 чёрный король · g4 белая пешка · h4 белый слон · d3 чёрная пешка · f3 белая пешка · h3 белая пешка · d1 белый король | 1 |
|   | a | b | c | d | e | f | g | h |   |

Позиция на вид кажется несложной, однако В. Смыслов подчёркивает, что это обманчивое впечатление. Пришлось много потрудиться в домашнем анализе, чтобы отыскать выигрыш. Очевидно, что для победы чёрным нужно прорваться королём к пешкам королевского фланга, но это оказывается делом непростым. 61…Крd4. Бессмысленно 61…Крc3 ввиду 62.Сf6+. 62.Сf2+ Крc3 63.Сb6 d2! Иначе на королевский фланг не пройти. 64.Сf2 Крd3 65.Сb6 Сf4 66.Сf2 Сe5 67.Сg1 h4! Рано ещё играть 67…Сd4 ввиду 68.С:d4 Кр:d4 69.Кр:d2! (только не 69.gh gh 70.Кр:d2 h4 71.Крe2 f5 72.Крd2 f4 73.Крe2 Крc3, и чёрные выигрывают) 69…h4 70.g5! Крe5 71.Крe3 Крf5 72.f4 Крe6 73.Крe4 с ничьей. Ходом в тексте 67…h4 чёрные, во-первых, избегают ненужных упрощений, а во-вторых, готовят нужную расстановку пешек для предстоящего пешечного эндшпиля. 68.Сf2 Сc3. И снова не сразу 68…Сd4 из-за 69.С:h4 Крe3 70.Сg5+ Кр:f3 71.Кр:d2 с вероятной ничьей. 69.Сg1. Если 69.f4, то 69…Крe4 70.f5 g5 71.Крe2 Сd4 72.С:d4 Кр:d4 73.Кр:d2 f6, и чёрные выигрывают. 69…Сd4! Теперь это своевременно. 70.С:d4. Не спасало и 70.Сh2 Крe3 71.Сg1+ Кр:f3 72.С:d4 Кр:g3 73.Кр:d2 Кр:h3 74.g5 Крg2 75.Крe3 h3 76.Сe5 h2 77.С:h2 Кр:h2 78.Крf4 Крh3 79.Крf3 Крh4 80.Крf4 Крh5. 70…Кр:d4 71.Кр:d2 Крe5 72.Крe3 g5. Белые сдались. Могло ещё последовать 73.Крe2 Крf4 74.Крf2 f6, белые в цугцванге и проигрывают. Или 73.f4+ gf+ 74.Крf3 f6 75.Крf2 Крe4 76.Крe2 f3+ 77.Крf1 Крe3 78.Крe1 f2+ 79.Крf1 Крe4! 80.Кр:f2 Крf4, и чёрные выигрывают. Авторы первого тома «Шахматных окончаний» высказывают мнение, что если бы в начальной позиции белая пешка стояла на g2, то чёрным не удалось бы реализовать свой перевес, так как пункт f3 был бы защищён.
|   | a | b | c | d | e | f | g | h |   |
| - | --- | --- | --- | --- | --- | --- | --- | --- | - |
| 8 | b8 белый слон · h6 белая пешка · e5 чёрная пешка · d4 чёрный слон · h4 чёрный король · c1 белый король | b8 белый слон · h6 белая пешка · e5 чёрная пешка · d4 чёрный слон · h4 чёрный король · c1 белый король | b8 белый слон · h6 белая пешка · e5 чёрная пешка · d4 чёрный слон · h4 чёрный король · c1 белый король | b8 белый слон · h6 белая пешка · e5 чёрная пешка · d4 чёрный слон · h4 чёрный король · c1 белый король | b8 белый слон · h6 белая пешка · e5 чёрная пешка · d4 чёрный слон · h4 чёрный король · c1 белый король | b8 белый слон · h6 белая пешка · e5 чёрная пешка · d4 чёрный слон · h4 чёрный король · c1 белый король | b8 белый слон · h6 белая пешка · e5 чёрная пешка · d4 чёрный слон · h4 чёрный король · c1 белый король | b8 белый слон · h6 белая пешка · e5 чёрная пешка · d4 чёрный слон · h4 чёрный король · c1 белый король | 8 |
| 7 | b8 белый слон · h6 белая пешка · e5 чёрная пешка · d4 чёрный слон · h4 чёрный король · c1 белый король | b8 белый слон · h6 белая пешка · e5 чёрная пешка · d4 чёрный слон · h4 чёрный король · c1 белый король | b8 белый слон · h6 белая пешка · e5 чёрная пешка · d4 чёрный слон · h4 чёрный король · c1 белый король | b8 белый слон · h6 белая пешка · e5 чёрная пешка · d4 чёрный слон · h4 чёрный король · c1 белый король | b8 белый слон · h6 белая пешка · e5 чёрная пешка · d4 чёрный слон · h4 чёрный король · c1 белый король | b8 белый слон · h6 белая пешка · e5 чёрная пешка · d4 чёрный слон · h4 чёрный король · c1 белый король | b8 белый слон · h6 белая пешка · e5 чёрная пешка · d4 чёрный слон · h4 чёрный король · c1 белый король | b8 белый слон · h6 белая пешка · e5 чёрная пешка · d4 чёрный слон · h4 чёрный король · c1 белый король | 7 |
| 6 | b8 белый слон · h6 белая пешка · e5 чёрная пешка · d4 чёрный слон · h4 чёрный король · c1 белый король | b8 белый слон · h6 белая пешка · e5 чёрная пешка · d4 чёрный слон · h4 чёрный король · c1 белый король | b8 белый слон · h6 белая пешка · e5 чёрная пешка · d4 чёрный слон · h4 чёрный король · c1 белый король | b8 белый слон · h6 белая пешка · e5 чёрная пешка · d4 чёрный слон · h4 чёрный король · c1 белый король | b8 белый слон · h6 белая пешка · e5 чёрная пешка · d4 чёрный слон · h4 чёрный король · c1 белый король | b8 белый слон · h6 белая пешка · e5 чёрная пешка · d4 чёрный слон · h4 чёрный король · c1 белый король | b8 белый слон · h6 белая пешка · e5 чёрная пешка · d4 чёрный слон · h4 чёрный король · c1 белый король | b8 белый слон · h6 белая пешка · e5 чёрная пешка · d4 чёрный слон · h4 чёрный король · c1 белый король | 6 |
| 5 | b8 белый слон · h6 белая пешка · e5 чёрная пешка · d4 чёрный слон · h4 чёрный король · c1 белый король | b8 белый слон · h6 белая пешка · e5 чёрная пешка · d4 чёрный слон · h4 чёрный король · c1 белый король | b8 белый слон · h6 белая пешка · e5 чёрная пешка · d4 чёрный слон · h4 чёрный король · c1 белый король | b8 белый слон · h6 белая пешка · e5 чёрная пешка · d4 чёрный слон · h4 чёрный король · c1 белый король | b8 белый слон · h6 белая пешка · e5 чёрная пешка · d4 чёрный слон · h4 чёрный король · c1 белый король | b8 белый слон · h6 белая пешка · e5 чёрная пешка · d4 чёрный слон · h4 чёрный король · c1 белый король | b8 белый слон · h6 белая пешка · e5 чёрная пешка · d4 чёрный слон · h4 чёрный король · c1 белый король | b8 белый слон · h6 белая пешка · e5 чёрная пешка · d4 чёрный слон · h4 чёрный король · c1 белый король | 5 |
| 4 | b8 белый слон · h6 белая пешка · e5 чёрная пешка · d4 чёрный слон · h4 чёрный король · c1 белый король | b8 белый слон · h6 белая пешка · e5 чёрная пешка · d4 чёрный слон · h4 чёрный король · c1 белый король | b8 белый слон · h6 белая пешка · e5 чёрная пешка · d4 чёрный слон · h4 чёрный король · c1 белый король | b8 белый слон · h6 белая пешка · e5 чёрная пешка · d4 чёрный слон · h4 чёрный король · c1 белый король | b8 белый слон · h6 белая пешка · e5 чёрная пешка · d4 чёрный слон · h4 чёрный король · c1 белый король | b8 белый слон · h6 белая пешка · e5 чёрная пешка · d4 чёрный слон · h4 чёрный король · c1 белый король | b8 белый слон · h6 белая пешка · e5 чёрная пешка · d4 чёрный слон · h4 чёрный король · c1 белый король | b8 белый слон · h6 белая пешка · e5 чёрная пешка · d4 чёрный слон · h4 чёрный король · c1 белый король | 4 |
| 3 | b8 белый слон · h6 белая пешка · e5 чёрная пешка · d4 чёрный слон · h4 чёрный король · c1 белый король | b8 белый слон · h6 белая пешка · e5 чёрная пешка · d4 чёрный слон · h4 чёрный король · c1 белый король | b8 белый слон · h6 белая пешка · e5 чёрная пешка · d4 чёрный слон · h4 чёрный король · c1 белый король | b8 белый слон · h6 белая пешка · e5 чёрная пешка · d4 чёрный слон · h4 чёрный король · c1 белый король | b8 белый слон · h6 белая пешка · e5 чёрная пешка · d4 чёрный слон · h4 чёрный король · c1 белый король | b8 белый слон · h6 белая пешка · e5 чёрная пешка · d4 чёрный слон · h4 чёрный король · c1 белый король | b8 белый слон · h6 белая пешка · e5 чёрная пешка · d4 чёрный слон · h4 чёрный король · c1 белый король | b8 белый слон · h6 белая пешка · e5 чёрная пешка · d4 чёрный слон · h4 чёрный король · c1 белый король | 3 |
| 2 | b8 белый слон · h6 белая пешка · e5 чёрная пешка · d4 чёрный слон · h4 чёрный король · c1 белый король | b8 белый слон · h6 белая пешка · e5 чёрная пешка · d4 чёрный слон · h4 чёрный король · c1 белый король | b8 белый слон · h6 белая пешка · e5 чёрная пешка · d4 чёрный слон · h4 чёрный король · c1 белый король | b8 белый слон · h6 белая пешка · e5 чёрная пешка · d4 чёрный слон · h4 чёрный король · c1 белый король | b8 белый слон · h6 белая пешка · e5 чёрная пешка · d4 чёрный слон · h4 чёрный король · c1 белый король | b8 белый слон · h6 белая пешка · e5 чёрная пешка · d4 чёрный слон · h4 чёрный король · c1 белый король | b8 белый слон · h6 белая пешка · e5 чёрная пешка · d4 чёрный слон · h4 чёрный король · c1 белый король | b8 белый слон · h6 белая пешка · e5 чёрная пешка · d4 чёрный слон · h4 чёрный король · c1 белый король | 2 |
| 1 | b8 белый слон · h6 белая пешка · e5 чёрная пешка · d4 чёрный слон · h4 чёрный король · c1 белый король | b8 белый слон · h6 белая пешка · e5 чёрная пешка · d4 чёрный слон · h4 чёрный король · c1 белый король | b8 белый слон · h6 белая пешка · e5 чёрная пешка · d4 чёрный слон · h4 чёрный король · c1 белый король | b8 белый слон · h6 белая пешка · e5 чёрная пешка · d4 чёрный слон · h4 чёрный король · c1 белый король | b8 белый слон · h6 белая пешка · e5 чёрная пешка · d4 чёрный слон · h4 чёрный король · c1 белый король | b8 белый слон · h6 белая пешка · e5 чёрная пешка · d4 чёрный слон · h4 чёрный король · c1 белый король | b8 белый слон · h6 белая пешка · e5 чёрная пешка · d4 чёрный слон · h4 чёрный король · c1 белый король | b8 белый слон · h6 белая пешка · e5 чёрная пешка · d4 чёрный слон · h4 чёрный король · c1 белый король | 1 |
|   | a | b | c | d | e | f | g | h |   |

На 1.h7, конечно, следует 1…e4 с ничьей. Необходимо либо отвлечь чёрного слона, либо заблокировать чёрную пешку. 1.Сa7! Сa1 2.Крb1! Сc3 3.Крc2! Сa1 4.Сd4!! С:d4 Не лучше и 4…ed 5.Крd3 с выигрышем. Или 4…Крg5 5.h7 ed 6.Крd3! с выигрышем (только не сразу 6.h8Ф d3+ с ничьей). 5.Крd3 Сa1 6.Крe4, и белую пешку не удержать.
|   | a                                                                                    | b                                                                                    | c                                                                                    | d                                                                                    | e                                                                                    | f                                                                                    | g                                                                                    | h                                                                                    |   |
| - | ------------------------------------------------------------------------------------ | ------------------------------------------------------------------------------------ | ------------------------------------------------------------------------------------ | ------------------------------------------------------------------------------------ | ------------------------------------------------------------------------------------ | ------------------------------------------------------------------------------------ | ------------------------------------------------------------------------------------ | ------------------------------------------------------------------------------------ | - |
| 8 | c8 белый король · d8 белый слон · b7 белая пешка · c6 чёрный король · h2 чёрный слон | c8 белый король · d8 белый слон · b7 белая пешка · c6 чёрный король · h2 чёрный слон | c8 белый король · d8 белый слон · b7 белая пешка · c6 чёрный король · h2 чёрный слон | c8 белый король · d8 белый слон · b7 белая пешка · c6 чёрный король · h2 чёрный слон | c8 белый король · d8 белый слон · b7 белая пешка · c6 чёрный король · h2 чёрный слон | c8 белый король · d8 белый слон · b7 белая пешка · c6 чёрный король · h2 чёрный слон | c8 белый король · d8 белый слон · b7 белая пешка · c6 чёрный король · h2 чёрный слон | c8 белый король · d8 белый слон · b7 белая пешка · c6 чёрный король · h2 чёрный слон | 8 |
| 7 | c8 белый король · d8 белый слон · b7 белая пешка · c6 чёрный король · h2 чёрный слон | c8 белый король · d8 белый слон · b7 белая пешка · c6 чёрный король · h2 чёрный слон | c8 белый король · d8 белый слон · b7 белая пешка · c6 чёрный король · h2 чёрный слон | c8 белый король · d8 белый слон · b7 белая пешка · c6 чёрный король · h2 чёрный слон | c8 белый король · d8 белый слон · b7 белая пешка · c6 чёрный король · h2 чёрный слон | c8 белый король · d8 белый слон · b7 белая пешка · c6 чёрный король · h2 чёрный слон | c8 белый король · d8 белый слон · b7 белая пешка · c6 чёрный король · h2 чёрный слон | c8 белый король · d8 белый слон · b7 белая пешка · c6 чёрный король · h2 чёрный слон | 7 |
| 6 | c8 белый король · d8 белый слон · b7 белая пешка · c6 чёрный король · h2 чёрный слон | c8 белый король · d8 белый слон · b7 белая пешка · c6 чёрный король · h2 чёрный слон | c8 белый король · d8 белый слон · b7 белая пешка · c6 чёрный король · h2 чёрный слон | c8 белый король · d8 белый слон · b7 белая пешка · c6 чёрный король · h2 чёрный слон | c8 белый король · d8 белый слон · b7 белая пешка · c6 чёрный король · h2 чёрный слон | c8 белый король · d8 белый слон · b7 белая пешка · c6 чёрный король · h2 чёрный слон | c8 белый король · d8 белый слон · b7 белая пешка · c6 чёрный король · h2 чёрный слон | c8 белый король · d8 белый слон · b7 белая пешка · c6 чёрный король · h2 чёрный слон | 6 |
| 5 | c8 белый король · d8 белый слон · b7 белая пешка · c6 чёрный король · h2 чёрный слон | c8 белый король · d8 белый слон · b7 белая пешка · c6 чёрный король · h2 чёрный слон | c8 белый король · d8 белый слон · b7 белая пешка · c6 чёрный король · h2 чёрный слон | c8 белый король · d8 белый слон · b7 белая пешка · c6 чёрный король · h2 чёрный слон | c8 белый король · d8 белый слон · b7 белая пешка · c6 чёрный король · h2 чёрный слон | c8 белый король · d8 белый слон · b7 белая пешка · c6 чёрный король · h2 чёрный слон | c8 белый король · d8 белый слон · b7 белая пешка · c6 чёрный король · h2 чёрный слон | c8 белый король · d8 белый слон · b7 белая пешка · c6 чёрный король · h2 чёрный слон | 5 |
| 4 | c8 белый король · d8 белый слон · b7 белая пешка · c6 чёрный король · h2 чёрный слон | c8 белый король · d8 белый слон · b7 белая пешка · c6 чёрный король · h2 чёрный слон | c8 белый король · d8 белый слон · b7 белая пешка · c6 чёрный король · h2 чёрный слон | c8 белый король · d8 белый слон · b7 белая пешка · c6 чёрный король · h2 чёрный слон | c8 белый король · d8 белый слон · b7 белая пешка · c6 чёрный король · h2 чёрный слон | c8 белый король · d8 белый слон · b7 белая пешка · c6 чёрный король · h2 чёрный слон | c8 белый король · d8 белый слон · b7 белая пешка · c6 чёрный король · h2 чёрный слон | c8 белый король · d8 белый слон · b7 белая пешка · c6 чёрный король · h2 чёрный слон | 4 |
| 3 | c8 белый король · d8 белый слон · b7 белая пешка · c6 чёрный король · h2 чёрный слон | c8 белый король · d8 белый слон · b7 белая пешка · c6 чёрный король · h2 чёрный слон | c8 белый король · d8 белый слон · b7 белая пешка · c6 чёрный король · h2 чёрный слон | c8 белый король · d8 белый слон · b7 белая пешка · c6 чёрный король · h2 чёрный слон | c8 белый король · d8 белый слон · b7 белая пешка · c6 чёрный король · h2 чёрный слон | c8 белый король · d8 белый слон · b7 белая пешка · c6 чёрный король · h2 чёрный слон | c8 белый король · d8 белый слон · b7 белая пешка · c6 чёрный король · h2 чёрный слон | c8 белый король · d8 белый слон · b7 белая пешка · c6 чёрный король · h2 чёрный слон | 3 |
| 2 | c8 белый король · d8 белый слон · b7 белая пешка · c6 чёрный король · h2 чёрный слон | c8 белый король · d8 белый слон · b7 белая пешка · c6 чёрный король · h2 чёрный слон | c8 белый король · d8 белый слон · b7 белая пешка · c6 чёрный король · h2 чёрный слон | c8 белый король · d8 белый слон · b7 белая пешка · c6 чёрный король · h2 чёрный слон | c8 белый король · d8 белый слон · b7 белая пешка · c6 чёрный король · h2 чёрный слон | c8 белый король · d8 белый слон · b7 белая пешка · c6 чёрный король · h2 чёрный слон | c8 белый король · d8 белый слон · b7 белая пешка · c6 чёрный король · h2 чёрный слон | c8 белый король · d8 белый слон · b7 белая пешка · c6 чёрный король · h2 чёрный слон | 2 |
| 1 | c8 белый король · d8 белый слон · b7 белая пешка · c6 чёрный король · h2 чёрный слон | c8 белый король · d8 белый слон · b7 белая пешка · c6 чёрный король · h2 чёрный слон | c8 белый король · d8 белый слон · b7 белая пешка · c6 чёрный король · h2 чёрный слон | c8 белый король · d8 белый слон · b7 белая пешка · c6 чёрный король · h2 чёрный слон | c8 белый король · d8 белый слон · b7 белая пешка · c6 чёрный король · h2 чёрный слон | c8 белый король · d8 белый слон · b7 белая пешка · c6 чёрный король · h2 чёрный слон | c8 белый король · d8 белый слон · b7 белая пешка · c6 чёрный король · h2 чёрный слон | c8 белый король · d8 белый слон · b7 белая пешка · c6 чёрный король · h2 чёрный слон | 1 |
|   | a                                                                                    | b                                                                                    | c                                                                                    | d                                                                                    | e                                                                                    | f                                                                                    | g                                                                                    | h                                                                                    |   |

Задача белого слона — попасть либо на с7, либо на а7, а чёрные ему препятствуют. 1.Сh4 Крb5! 2.Сf2 Крa6. Пока что чёрные успешно защитились, не пропустив слона на а7. 3.Сc5! Самое точное. Другие ходы, например, 3.Сe3, ведут к потере времени. 3…Сf4 4.Сe7 Крb5. Угрожал манёвр Сe7-d8-c7, поэтому чёрный король вынужден бежать обратно. 5.Сd8 Крc6 6.Сg5! Сh2 7.Сe3. Вот так незаметно белые выиграли темп, и белый слон попадает на а7. Партия уже решена. 7…Сg3 8.Сa7 Сe5 9.Сb8 Сd4 10.Сh2 Сa7 11.Сg1, и белые выигрывают.

### Разноцветные слоны
|   | a | b | c | d | e | f | g | h |   |
| - | --- | --- | --- | --- | --- | --- | --- | --- | - |
| 8 | b8 чёрный король · e6 чёрная пешка · f6 чёрная пешка · g5 чёрная пешка · f4 чёрный слон · h4 чёрная пешка · d3 белый слон · f3 белый король · h3 белая пешка | b8 чёрный король · e6 чёрная пешка · f6 чёрная пешка · g5 чёрная пешка · f4 чёрный слон · h4 чёрная пешка · d3 белый слон · f3 белый король · h3 белая пешка | b8 чёрный король · e6 чёрная пешка · f6 чёрная пешка · g5 чёрная пешка · f4 чёрный слон · h4 чёрная пешка · d3 белый слон · f3 белый король · h3 белая пешка | b8 чёрный король · e6 чёрная пешка · f6 чёрная пешка · g5 чёрная пешка · f4 чёрный слон · h4 чёрная пешка · d3 белый слон · f3 белый король · h3 белая пешка | b8 чёрный король · e6 чёрная пешка · f6 чёрная пешка · g5 чёрная пешка · f4 чёрный слон · h4 чёрная пешка · d3 белый слон · f3 белый король · h3 белая пешка | b8 чёрный король · e6 чёрная пешка · f6 чёрная пешка · g5 чёрная пешка · f4 чёрный слон · h4 чёрная пешка · d3 белый слон · f3 белый король · h3 белая пешка | b8 чёрный король · e6 чёрная пешка · f6 чёрная пешка · g5 чёрная пешка · f4 чёрный слон · h4 чёрная пешка · d3 белый слон · f3 белый король · h3 белая пешка | b8 чёрный король · e6 чёрная пешка · f6 чёрная пешка · g5 чёрная пешка · f4 чёрный слон · h4 чёрная пешка · d3 белый слон · f3 белый король · h3 белая пешка | 8 |
| 7 | b8 чёрный король · e6 чёрная пешка · f6 чёрная пешка · g5 чёрная пешка · f4 чёрный слон · h4 чёрная пешка · d3 белый слон · f3 белый король · h3 белая пешка | b8 чёрный король · e6 чёрная пешка · f6 чёрная пешка · g5 чёрная пешка · f4 чёрный слон · h4 чёрная пешка · d3 белый слон · f3 белый король · h3 белая пешка | b8 чёрный король · e6 чёрная пешка · f6 чёрная пешка · g5 чёрная пешка · f4 чёрный слон · h4 чёрная пешка · d3 белый слон · f3 белый король · h3 белая пешка | b8 чёрный король · e6 чёрная пешка · f6 чёрная пешка · g5 чёрная пешка · f4 чёрный слон · h4 чёрная пешка · d3 белый слон · f3 белый король · h3 белая пешка | b8 чёрный король · e6 чёрная пешка · f6 чёрная пешка · g5 чёрная пешка · f4 чёрный слон · h4 чёрная пешка · d3 белый слон · f3 белый король · h3 белая пешка | b8 чёрный король · e6 чёрная пешка · f6 чёрная пешка · g5 чёрная пешка · f4 чёрный слон · h4 чёрная пешка · d3 белый слон · f3 белый король · h3 белая пешка | b8 чёрный король · e6 чёрная пешка · f6 чёрная пешка · g5 чёрная пешка · f4 чёрный слон · h4 чёрная пешка · d3 белый слон · f3 белый король · h3 белая пешка | b8 чёрный король · e6 чёрная пешка · f6 чёрная пешка · g5 чёрная пешка · f4 чёрный слон · h4 чёрная пешка · d3 белый слон · f3 белый король · h3 белая пешка | 7 |
| 6 | b8 чёрный король · e6 чёрная пешка · f6 чёрная пешка · g5 чёрная пешка · f4 чёрный слон · h4 чёрная пешка · d3 белый слон · f3 белый король · h3 белая пешка | b8 чёрный король · e6 чёрная пешка · f6 чёрная пешка · g5 чёрная пешка · f4 чёрный слон · h4 чёрная пешка · d3 белый слон · f3 белый король · h3 белая пешка | b8 чёрный король · e6 чёрная пешка · f6 чёрная пешка · g5 чёрная пешка · f4 чёрный слон · h4 чёрная пешка · d3 белый слон · f3 белый король · h3 белая пешка | b8 чёрный король · e6 чёрная пешка · f6 чёрная пешка · g5 чёрная пешка · f4 чёрный слон · h4 чёрная пешка · d3 белый слон · f3 белый король · h3 белая пешка | b8 чёрный король · e6 чёрная пешка · f6 чёрная пешка · g5 чёрная пешка · f4 чёрный слон · h4 чёрная пешка · d3 белый слон · f3 белый король · h3 белая пешка | b8 чёрный король · e6 чёрная пешка · f6 чёрная пешка · g5 чёрная пешка · f4 чёрный слон · h4 чёрная пешка · d3 белый слон · f3 белый король · h3 белая пешка | b8 чёрный король · e6 чёрная пешка · f6 чёрная пешка · g5 чёрная пешка · f4 чёрный слон · h4 чёрная пешка · d3 белый слон · f3 белый король · h3 белая пешка | b8 чёрный король · e6 чёрная пешка · f6 чёрная пешка · g5 чёрная пешка · f4 чёрный слон · h4 чёрная пешка · d3 белый слон · f3 белый король · h3 белая пешка | 6 |
| 5 | b8 чёрный король · e6 чёрная пешка · f6 чёрная пешка · g5 чёрная пешка · f4 чёрный слон · h4 чёрная пешка · d3 белый слон · f3 белый король · h3 белая пешка | b8 чёрный король · e6 чёрная пешка · f6 чёрная пешка · g5 чёрная пешка · f4 чёрный слон · h4 чёрная пешка · d3 белый слон · f3 белый король · h3 белая пешка | b8 чёрный король · e6 чёрная пешка · f6 чёрная пешка · g5 чёрная пешка · f4 чёрный слон · h4 чёрная пешка · d3 белый слон · f3 белый король · h3 белая пешка | b8 чёрный король · e6 чёрная пешка · f6 чёрная пешка · g5 чёрная пешка · f4 чёрный слон · h4 чёрная пешка · d3 белый слон · f3 белый король · h3 белая пешка | b8 чёрный король · e6 чёрная пешка · f6 чёрная пешка · g5 чёрная пешка · f4 чёрный слон · h4 чёрная пешка · d3 белый слон · f3 белый король · h3 белая пешка | b8 чёрный король · e6 чёрная пешка · f6 чёрная пешка · g5 чёрная пешка · f4 чёрный слон · h4 чёрная пешка · d3 белый слон · f3 белый король · h3 белая пешка | b8 чёрный король · e6 чёрная пешка · f6 чёрная пешка · g5 чёрная пешка · f4 чёрный слон · h4 чёрная пешка · d3 белый слон · f3 белый король · h3 белая пешка | b8 чёрный король · e6 чёрная пешка · f6 чёрная пешка · g5 чёрная пешка · f4 чёрный слон · h4 чёрная пешка · d3 белый слон · f3 белый король · h3 белая пешка | 5 |
| 4 | b8 чёрный король · e6 чёрная пешка · f6 чёрная пешка · g5 чёрная пешка · f4 чёрный слон · h4 чёрная пешка · d3 белый слон · f3 белый король · h3 белая пешка | b8 чёрный король · e6 чёрная пешка · f6 чёрная пешка · g5 чёрная пешка · f4 чёрный слон · h4 чёрная пешка · d3 белый слон · f3 белый король · h3 белая пешка | b8 чёрный король · e6 чёрная пешка · f6 чёрная пешка · g5 чёрная пешка · f4 чёрный слон · h4 чёрная пешка · d3 белый слон · f3 белый король · h3 белая пешка | b8 чёрный король · e6 чёрная пешка · f6 чёрная пешка · g5 чёрная пешка · f4 чёрный слон · h4 чёрная пешка · d3 белый слон · f3 белый король · h3 белая пешка | b8 чёрный король · e6 чёрная пешка · f6 чёрная пешка · g5 чёрная пешка · f4 чёрный слон · h4 чёрная пешка · d3 белый слон · f3 белый король · h3 белая пешка | b8 чёрный король · e6 чёрная пешка · f6 чёрная пешка · g5 чёрная пешка · f4 чёрный слон · h4 чёрная пешка · d3 белый слон · f3 белый король · h3 белая пешка | b8 чёрный король · e6 чёрная пешка · f6 чёрная пешка · g5 чёрная пешка · f4 чёрный слон · h4 чёрная пешка · d3 белый слон · f3 белый король · h3 белая пешка | b8 чёрный король · e6 чёрная пешка · f6 чёрная пешка · g5 чёрная пешка · f4 чёрный слон · h4 чёрная пешка · d3 белый слон · f3 белый король · h3 белая пешка | 4 |
| 3 | b8 чёрный король · e6 чёрная пешка · f6 чёрная пешка · g5 чёрная пешка · f4 чёрный слон · h4 чёрная пешка · d3 белый слон · f3 белый король · h3 белая пешка | b8 чёрный король · e6 чёрная пешка · f6 чёрная пешка · g5 чёрная пешка · f4 чёрный слон · h4 чёрная пешка · d3 белый слон · f3 белый король · h3 белая пешка | b8 чёрный король · e6 чёрная пешка · f6 чёрная пешка · g5 чёрная пешка · f4 чёрный слон · h4 чёрная пешка · d3 белый слон · f3 белый король · h3 белая пешка | b8 чёрный король · e6 чёрная пешка · f6 чёрная пешка · g5 чёрная пешка · f4 чёрный слон · h4 чёрная пешка · d3 белый слон · f3 белый король · h3 белая пешка | b8 чёрный король · e6 чёрная пешка · f6 чёрная пешка · g5 чёрная пешка · f4 чёрный слон · h4 чёрная пешка · d3 белый слон · f3 белый король · h3 белая пешка | b8 чёрный король · e6 чёрная пешка · f6 чёрная пешка · g5 чёрная пешка · f4 чёрный слон · h4 чёрная пешка · d3 белый слон · f3 белый король · h3 белая пешка | b8 чёрный король · e6 чёрная пешка · f6 чёрная пешка · g5 чёрная пешка · f4 чёрный слон · h4 чёрная пешка · d3 белый слон · f3 белый король · h3 белая пешка | b8 чёрный король · e6 чёрная пешка · f6 чёрная пешка · g5 чёрная пешка · f4 чёрный слон · h4 чёрная пешка · d3 белый слон · f3 белый король · h3 белая пешка | 3 |
| 2 | b8 чёрный король · e6 чёрная пешка · f6 чёрная пешка · g5 чёрная пешка · f4 чёрный слон · h4 чёрная пешка · d3 белый слон · f3 белый король · h3 белая пешка | b8 чёрный король · e6 чёрная пешка · f6 чёрная пешка · g5 чёрная пешка · f4 чёрный слон · h4 чёрная пешка · d3 белый слон · f3 белый король · h3 белая пешка | b8 чёрный король · e6 чёрная пешка · f6 чёрная пешка · g5 чёрная пешка · f4 чёрный слон · h4 чёрная пешка · d3 белый слон · f3 белый король · h3 белая пешка | b8 чёрный король · e6 чёрная пешка · f6 чёрная пешка · g5 чёрная пешка · f4 чёрный слон · h4 чёрная пешка · d3 белый слон · f3 белый король · h3 белая пешка | b8 чёрный король · e6 чёрная пешка · f6 чёрная пешка · g5 чёрная пешка · f4 чёрный слон · h4 чёрная пешка · d3 белый слон · f3 белый король · h3 белая пешка | b8 чёрный король · e6 чёрная пешка · f6 чёрная пешка · g5 чёрная пешка · f4 чёрный слон · h4 чёрная пешка · d3 белый слон · f3 белый король · h3 белая пешка | b8 чёрный король · e6 чёрная пешка · f6 чёрная пешка · g5 чёрная пешка · f4 чёрный слон · h4 чёрная пешка · d3 белый слон · f3 белый король · h3 белая пешка | b8 чёрный король · e6 чёрная пешка · f6 чёрная пешка · g5 чёрная пешка · f4 чёрный слон · h4 чёрная пешка · d3 белый слон · f3 белый король · h3 белая пешка | 2 |
| 1 | b8 чёрный король · e6 чёрная пешка · f6 чёрная пешка · g5 чёрная пешка · f4 чёрный слон · h4 чёрная пешка · d3 белый слон · f3 белый король · h3 белая пешка | b8 чёрный король · e6 чёрная пешка · f6 чёрная пешка · g5 чёрная пешка · f4 чёрный слон · h4 чёрная пешка · d3 белый слон · f3 белый король · h3 белая пешка | b8 чёрный король · e6 чёрная пешка · f6 чёрная пешка · g5 чёрная пешка · f4 чёрный слон · h4 чёрная пешка · d3 белый слон · f3 белый король · h3 белая пешка | b8 чёрный король · e6 чёрная пешка · f6 чёрная пешка · g5 чёрная пешка · f4 чёрный слон · h4 чёрная пешка · d3 белый слон · f3 белый король · h3 белая пешка | b8 чёрный король · e6 чёрная пешка · f6 чёрная пешка · g5 чёрная пешка · f4 чёрный слон · h4 чёрная пешка · d3 белый слон · f3 белый король · h3 белая пешка | b8 чёрный король · e6 чёрная пешка · f6 чёрная пешка · g5 чёрная пешка · f4 чёрный слон · h4 чёрная пешка · d3 белый слон · f3 белый король · h3 белая пешка | b8 чёрный король · e6 чёрная пешка · f6 чёрная пешка · g5 чёрная пешка · f4 чёрный слон · h4 чёрная пешка · d3 белый слон · f3 белый король · h3 белая пешка | b8 чёрный король · e6 чёрная пешка · f6 чёрная пешка · g5 чёрная пешка · f4 чёрный слон · h4 чёрная пешка · d3 белый слон · f3 белый король · h3 белая пешка | 1 |
|   | a | b | c | d | e | f | g | h |   |

На диаграмме — типичный случай блокады пешек в окончании с разнопольными слонами. Белые играют 1.Сc4 e5 2.Сe6 Крc7 3.Крe4, и пешечный перевес чёрных (три пешки) теряет своё значение. Для ничьей теперь белым достаточно ходить слоном по диагонали h3-c8.
|   | a | b | c | d | e | f | g | h |   |
| - | --- | --- | --- | --- | --- | --- | --- | --- | - |
| 8 | e6 чёрный слон · g6 чёрная пешка · c5 белый слон · d5 чёрная пешка · h5 чёрная пешка · f4 белая пешка · h4 белая пешка · b3 чёрная пешка · c3 белый король · e3 белая пешка · f3 чёрный король | e6 чёрный слон · g6 чёрная пешка · c5 белый слон · d5 чёрная пешка · h5 чёрная пешка · f4 белая пешка · h4 белая пешка · b3 чёрная пешка · c3 белый король · e3 белая пешка · f3 чёрный король | e6 чёрный слон · g6 чёрная пешка · c5 белый слон · d5 чёрная пешка · h5 чёрная пешка · f4 белая пешка · h4 белая пешка · b3 чёрная пешка · c3 белый король · e3 белая пешка · f3 чёрный король | e6 чёрный слон · g6 чёрная пешка · c5 белый слон · d5 чёрная пешка · h5 чёрная пешка · f4 белая пешка · h4 белая пешка · b3 чёрная пешка · c3 белый король · e3 белая пешка · f3 чёрный король | e6 чёрный слон · g6 чёрная пешка · c5 белый слон · d5 чёрная пешка · h5 чёрная пешка · f4 белая пешка · h4 белая пешка · b3 чёрная пешка · c3 белый король · e3 белая пешка · f3 чёрный король | e6 чёрный слон · g6 чёрная пешка · c5 белый слон · d5 чёрная пешка · h5 чёрная пешка · f4 белая пешка · h4 белая пешка · b3 чёрная пешка · c3 белый король · e3 белая пешка · f3 чёрный король | e6 чёрный слон · g6 чёрная пешка · c5 белый слон · d5 чёрная пешка · h5 чёрная пешка · f4 белая пешка · h4 белая пешка · b3 чёрная пешка · c3 белый король · e3 белая пешка · f3 чёрный король | e6 чёрный слон · g6 чёрная пешка · c5 белый слон · d5 чёрная пешка · h5 чёрная пешка · f4 белая пешка · h4 белая пешка · b3 чёрная пешка · c3 белый король · e3 белая пешка · f3 чёрный король | 8 |
| 7 | e6 чёрный слон · g6 чёрная пешка · c5 белый слон · d5 чёрная пешка · h5 чёрная пешка · f4 белая пешка · h4 белая пешка · b3 чёрная пешка · c3 белый король · e3 белая пешка · f3 чёрный король | e6 чёрный слон · g6 чёрная пешка · c5 белый слон · d5 чёрная пешка · h5 чёрная пешка · f4 белая пешка · h4 белая пешка · b3 чёрная пешка · c3 белый король · e3 белая пешка · f3 чёрный король | e6 чёрный слон · g6 чёрная пешка · c5 белый слон · d5 чёрная пешка · h5 чёрная пешка · f4 белая пешка · h4 белая пешка · b3 чёрная пешка · c3 белый король · e3 белая пешка · f3 чёрный король | e6 чёрный слон · g6 чёрная пешка · c5 белый слон · d5 чёрная пешка · h5 чёрная пешка · f4 белая пешка · h4 белая пешка · b3 чёрная пешка · c3 белый король · e3 белая пешка · f3 чёрный король | e6 чёрный слон · g6 чёрная пешка · c5 белый слон · d5 чёрная пешка · h5 чёрная пешка · f4 белая пешка · h4 белая пешка · b3 чёрная пешка · c3 белый король · e3 белая пешка · f3 чёрный король | e6 чёрный слон · g6 чёрная пешка · c5 белый слон · d5 чёрная пешка · h5 чёрная пешка · f4 белая пешка · h4 белая пешка · b3 чёрная пешка · c3 белый король · e3 белая пешка · f3 чёрный король | e6 чёрный слон · g6 чёрная пешка · c5 белый слон · d5 чёрная пешка · h5 чёрная пешка · f4 белая пешка · h4 белая пешка · b3 чёрная пешка · c3 белый король · e3 белая пешка · f3 чёрный король | e6 чёрный слон · g6 чёрная пешка · c5 белый слон · d5 чёрная пешка · h5 чёрная пешка · f4 белая пешка · h4 белая пешка · b3 чёрная пешка · c3 белый король · e3 белая пешка · f3 чёрный король | 7 |
| 6 | e6 чёрный слон · g6 чёрная пешка · c5 белый слон · d5 чёрная пешка · h5 чёрная пешка · f4 белая пешка · h4 белая пешка · b3 чёрная пешка · c3 белый король · e3 белая пешка · f3 чёрный король | e6 чёрный слон · g6 чёрная пешка · c5 белый слон · d5 чёрная пешка · h5 чёрная пешка · f4 белая пешка · h4 белая пешка · b3 чёрная пешка · c3 белый король · e3 белая пешка · f3 чёрный король | e6 чёрный слон · g6 чёрная пешка · c5 белый слон · d5 чёрная пешка · h5 чёрная пешка · f4 белая пешка · h4 белая пешка · b3 чёрная пешка · c3 белый король · e3 белая пешка · f3 чёрный король | e6 чёрный слон · g6 чёрная пешка · c5 белый слон · d5 чёрная пешка · h5 чёрная пешка · f4 белая пешка · h4 белая пешка · b3 чёрная пешка · c3 белый король · e3 белая пешка · f3 чёрный король | e6 чёрный слон · g6 чёрная пешка · c5 белый слон · d5 чёрная пешка · h5 чёрная пешка · f4 белая пешка · h4 белая пешка · b3 чёрная пешка · c3 белый король · e3 белая пешка · f3 чёрный король | e6 чёрный слон · g6 чёрная пешка · c5 белый слон · d5 чёрная пешка · h5 чёрная пешка · f4 белая пешка · h4 белая пешка · b3 чёрная пешка · c3 белый король · e3 белая пешка · f3 чёрный король | e6 чёрный слон · g6 чёрная пешка · c5 белый слон · d5 чёрная пешка · h5 чёрная пешка · f4 белая пешка · h4 белая пешка · b3 чёрная пешка · c3 белый король · e3 белая пешка · f3 чёрный король | e6 чёрный слон · g6 чёрная пешка · c5 белый слон · d5 чёрная пешка · h5 чёрная пешка · f4 белая пешка · h4 белая пешка · b3 чёрная пешка · c3 белый король · e3 белая пешка · f3 чёрный король | 6 |
| 5 | e6 чёрный слон · g6 чёрная пешка · c5 белый слон · d5 чёрная пешка · h5 чёрная пешка · f4 белая пешка · h4 белая пешка · b3 чёрная пешка · c3 белый король · e3 белая пешка · f3 чёрный король | e6 чёрный слон · g6 чёрная пешка · c5 белый слон · d5 чёрная пешка · h5 чёрная пешка · f4 белая пешка · h4 белая пешка · b3 чёрная пешка · c3 белый король · e3 белая пешка · f3 чёрный король | e6 чёрный слон · g6 чёрная пешка · c5 белый слон · d5 чёрная пешка · h5 чёрная пешка · f4 белая пешка · h4 белая пешка · b3 чёрная пешка · c3 белый король · e3 белая пешка · f3 чёрный король | e6 чёрный слон · g6 чёрная пешка · c5 белый слон · d5 чёрная пешка · h5 чёрная пешка · f4 белая пешка · h4 белая пешка · b3 чёрная пешка · c3 белый король · e3 белая пешка · f3 чёрный король | e6 чёрный слон · g6 чёрная пешка · c5 белый слон · d5 чёрная пешка · h5 чёрная пешка · f4 белая пешка · h4 белая пешка · b3 чёрная пешка · c3 белый король · e3 белая пешка · f3 чёрный король | e6 чёрный слон · g6 чёрная пешка · c5 белый слон · d5 чёрная пешка · h5 чёрная пешка · f4 белая пешка · h4 белая пешка · b3 чёрная пешка · c3 белый король · e3 белая пешка · f3 чёрный король | e6 чёрный слон · g6 чёрная пешка · c5 белый слон · d5 чёрная пешка · h5 чёрная пешка · f4 белая пешка · h4 белая пешка · b3 чёрная пешка · c3 белый король · e3 белая пешка · f3 чёрный король | e6 чёрный слон · g6 чёрная пешка · c5 белый слон · d5 чёрная пешка · h5 чёрная пешка · f4 белая пешка · h4 белая пешка · b3 чёрная пешка · c3 белый король · e3 белая пешка · f3 чёрный король | 5 |
| 4 | e6 чёрный слон · g6 чёрная пешка · c5 белый слон · d5 чёрная пешка · h5 чёрная пешка · f4 белая пешка · h4 белая пешка · b3 чёрная пешка · c3 белый король · e3 белая пешка · f3 чёрный король | e6 чёрный слон · g6 чёрная пешка · c5 белый слон · d5 чёрная пешка · h5 чёрная пешка · f4 белая пешка · h4 белая пешка · b3 чёрная пешка · c3 белый король · e3 белая пешка · f3 чёрный король | e6 чёрный слон · g6 чёрная пешка · c5 белый слон · d5 чёрная пешка · h5 чёрная пешка · f4 белая пешка · h4 белая пешка · b3 чёрная пешка · c3 белый король · e3 белая пешка · f3 чёрный король | e6 чёрный слон · g6 чёрная пешка · c5 белый слон · d5 чёрная пешка · h5 чёрная пешка · f4 белая пешка · h4 белая пешка · b3 чёрная пешка · c3 белый король · e3 белая пешка · f3 чёрный король | e6 чёрный слон · g6 чёрная пешка · c5 белый слон · d5 чёрная пешка · h5 чёрная пешка · f4 белая пешка · h4 белая пешка · b3 чёрная пешка · c3 белый король · e3 белая пешка · f3 чёрный король | e6 чёрный слон · g6 чёрная пешка · c5 белый слон · d5 чёрная пешка · h5 чёрная пешка · f4 белая пешка · h4 белая пешка · b3 чёрная пешка · c3 белый король · e3 белая пешка · f3 чёрный король | e6 чёрный слон · g6 чёрная пешка · c5 белый слон · d5 чёрная пешка · h5 чёрная пешка · f4 белая пешка · h4 белая пешка · b3 чёрная пешка · c3 белый король · e3 белая пешка · f3 чёрный король | e6 чёрный слон · g6 чёрная пешка · c5 белый слон · d5 чёрная пешка · h5 чёрная пешка · f4 белая пешка · h4 белая пешка · b3 чёрная пешка · c3 белый король · e3 белая пешка · f3 чёрный король | 4 |
| 3 | e6 чёрный слон · g6 чёрная пешка · c5 белый слон · d5 чёрная пешка · h5 чёрная пешка · f4 белая пешка · h4 белая пешка · b3 чёрная пешка · c3 белый король · e3 белая пешка · f3 чёрный король | e6 чёрный слон · g6 чёрная пешка · c5 белый слон · d5 чёрная пешка · h5 чёрная пешка · f4 белая пешка · h4 белая пешка · b3 чёрная пешка · c3 белый король · e3 белая пешка · f3 чёрный король | e6 чёрный слон · g6 чёрная пешка · c5 белый слон · d5 чёрная пешка · h5 чёрная пешка · f4 белая пешка · h4 белая пешка · b3 чёрная пешка · c3 белый король · e3 белая пешка · f3 чёрный король | e6 чёрный слон · g6 чёрная пешка · c5 белый слон · d5 чёрная пешка · h5 чёрная пешка · f4 белая пешка · h4 белая пешка · b3 чёрная пешка · c3 белый король · e3 белая пешка · f3 чёрный король | e6 чёрный слон · g6 чёрная пешка · c5 белый слон · d5 чёрная пешка · h5 чёрная пешка · f4 белая пешка · h4 белая пешка · b3 чёрная пешка · c3 белый король · e3 белая пешка · f3 чёрный король | e6 чёрный слон · g6 чёрная пешка · c5 белый слон · d5 чёрная пешка · h5 чёрная пешка · f4 белая пешка · h4 белая пешка · b3 чёрная пешка · c3 белый король · e3 белая пешка · f3 чёрный король | e6 чёрный слон · g6 чёрная пешка · c5 белый слон · d5 чёрная пешка · h5 чёрная пешка · f4 белая пешка · h4 белая пешка · b3 чёрная пешка · c3 белый король · e3 белая пешка · f3 чёрный король | e6 чёрный слон · g6 чёрная пешка · c5 белый слон · d5 чёрная пешка · h5 чёрная пешка · f4 белая пешка · h4 белая пешка · b3 чёрная пешка · c3 белый король · e3 белая пешка · f3 чёрный король | 3 |
| 2 | e6 чёрный слон · g6 чёрная пешка · c5 белый слон · d5 чёрная пешка · h5 чёрная пешка · f4 белая пешка · h4 белая пешка · b3 чёрная пешка · c3 белый король · e3 белая пешка · f3 чёрный король | e6 чёрный слон · g6 чёрная пешка · c5 белый слон · d5 чёрная пешка · h5 чёрная пешка · f4 белая пешка · h4 белая пешка · b3 чёрная пешка · c3 белый король · e3 белая пешка · f3 чёрный король | e6 чёрный слон · g6 чёрная пешка · c5 белый слон · d5 чёрная пешка · h5 чёрная пешка · f4 белая пешка · h4 белая пешка · b3 чёрная пешка · c3 белый король · e3 белая пешка · f3 чёрный король | e6 чёрный слон · g6 чёрная пешка · c5 белый слон · d5 чёрная пешка · h5 чёрная пешка · f4 белая пешка · h4 белая пешка · b3 чёрная пешка · c3 белый король · e3 белая пешка · f3 чёрный король | e6 чёрный слон · g6 чёрная пешка · c5 белый слон · d5 чёрная пешка · h5 чёрная пешка · f4 белая пешка · h4 белая пешка · b3 чёрная пешка · c3 белый король · e3 белая пешка · f3 чёрный король | e6 чёрный слон · g6 чёрная пешка · c5 белый слон · d5 чёрная пешка · h5 чёрная пешка · f4 белая пешка · h4 белая пешка · b3 чёрная пешка · c3 белый король · e3 белая пешка · f3 чёрный король | e6 чёрный слон · g6 чёрная пешка · c5 белый слон · d5 чёрная пешка · h5 чёрная пешка · f4 белая пешка · h4 белая пешка · b3 чёрная пешка · c3 белый король · e3 белая пешка · f3 чёрный король | e6 чёрный слон · g6 чёрная пешка · c5 белый слон · d5 чёрная пешка · h5 чёрная пешка · f4 белая пешка · h4 белая пешка · b3 чёрная пешка · c3 белый король · e3 белая пешка · f3 чёрный король | 2 |
| 1 | e6 чёрный слон · g6 чёрная пешка · c5 белый слон · d5 чёрная пешка · h5 чёрная пешка · f4 белая пешка · h4 белая пешка · b3 чёрная пешка · c3 белый король · e3 белая пешка · f3 чёрный король | e6 чёрный слон · g6 чёрная пешка · c5 белый слон · d5 чёрная пешка · h5 чёрная пешка · f4 белая пешка · h4 белая пешка · b3 чёрная пешка · c3 белый король · e3 белая пешка · f3 чёрный король | e6 чёрный слон · g6 чёрная пешка · c5 белый слон · d5 чёрная пешка · h5 чёрная пешка · f4 белая пешка · h4 белая пешка · b3 чёрная пешка · c3 белый король · e3 белая пешка · f3 чёрный король | e6 чёрный слон · g6 чёрная пешка · c5 белый слон · d5 чёрная пешка · h5 чёрная пешка · f4 белая пешка · h4 белая пешка · b3 чёрная пешка · c3 белый король · e3 белая пешка · f3 чёрный король | e6 чёрный слон · g6 чёрная пешка · c5 белый слон · d5 чёрная пешка · h5 чёрная пешка · f4 белая пешка · h4 белая пешка · b3 чёрная пешка · c3 белый король · e3 белая пешка · f3 чёрный король | e6 чёрный слон · g6 чёрная пешка · c5 белый слон · d5 чёрная пешка · h5 чёрная пешка · f4 белая пешка · h4 белая пешка · b3 чёрная пешка · c3 белый король · e3 белая пешка · f3 чёрный король | e6 чёрный слон · g6 чёрная пешка · c5 белый слон · d5 чёрная пешка · h5 чёрная пешка · f4 белая пешка · h4 белая пешка · b3 чёрная пешка · c3 белый король · e3 белая пешка · f3 чёрный король | e6 чёрный слон · g6 чёрная пешка · c5 белый слон · d5 чёрная пешка · h5 чёрная пешка · f4 белая пешка · h4 белая пешка · b3 чёрная пешка · c3 белый король · e3 белая пешка · f3 чёрный король | 1 |
|   | a | b | c | d | e | f | g | h |   |

В окончаниях с разноцветными слонами выиграть трудно, но зато иногда случаются красивые, почти этюдные выигрыши. В партии Котов — Ботвинник чёрные эффектной комбинационной игрой создали отдалённую проходную, за которую белым пришлось отдать слона: 1…g5!! Если 1…Крg3, то 2.Сe7! с ничьей. Поэтому ход, сделанный Ботвинником — единственный, ведущий к победе. 2.fg (2.hg сразу давало чёрным проходную — 2…h4 3.Cd6 Cf5 4.g6 C:g6 5.f5 C:f5 6.Kp:b3 Kpg2, и чёрные выигрывают слона за пешку «h») 2…d4+! Важное звено замысла чёрных. Пешку b3 необходимо сохранить. 3.ed Крg3 4.Ca3 Кр:h4 5.Крd3 Кр:g5 6.Крe4 h4 7.Крf3 Cd5+. Белые сдались, так как они беззащитны против двух удалённых проходных на разных флангах (т. н. «штаны»).